# Liste de parcs et jardins publics de France
Cette liste de parcs et jardins publics de France recense l'ensemble des jardins publics, parcs publics et espaces verts appartenant aux collectivités territoriales de France. Les parcs et jardins appartenant à des institutions ou des établissements publics français figurant dans cette liste sont des propriétés privées.
Certains jardins sont protégés en partie ou en totalité au titre des monuments historiques (classement ou inscription sur l'inventaire supplémentaire), ou labellisés  Jardin remarquable.

## Alsace
Jardin remarquable -  Inscrit MH (Monument historique)

### Bas-Rhin
| Jardin                                         | Commune                                | Superficie (ha) | Date | Style, remarques                                                               | Illustration    |
| ---------------------------------------------- | -------------------------------------- | --------------- | ---- | ------------------------------------------------------------------------------ | --------------- |
| Jardin botanique de Saverne                    | Saverne                                | 3               | 1931 | arboretum : cèdre de Chypre, Wollemia                                          | Image manquante |
| Roseraie de Saverne                            | Saverne                                | 1,5             | 1898 |                                                                                | Image manquante |
| Parc des Remparts                              | Sélestat                               |                 | 2012 |                                                                                | Image manquante |
| Jardin Hortus Beatus                           | Sélestat                               |                 | 2014 |                                                                                | }}}             |
| Jardin botanique de l'université de Strasbourg | Strasbourg, (quartier de l'Esplanade)  | 3,5             | 1619 | Jardin botanique de plus de 6000 espèces de plantes                            | }}}             |
| Parc de la Citadelle                           | Strasbourg (quartier de l'Esplanade)   | 12,5            |      | Parc construit autour des vestiges de la citadelle construite par Vauban.      | }}}             |
| Parc du Contades                               | Strasbourg, (quartier du Contades)     | 7,9             | 1764 |                                                                                | }}}             |
| Parc de l'Orangerie                            | Strasbourg, (quartier de l'Orangerie)  | 26              | 1735 |                                                                                | }}}             |
| Parc de Pourtalès                              | Strasbourg, (quartier de la Robertsau) | 25              |      | Jardin anglais en bordure de forêt, abritant notamment le Château de Pourtalès | }}}             |
| Jardin des Deux Rives                          | Strasbourg, (quartier du Port du Rhin) | 40              | 2004 |                                                                                | }}}             |

.

### Haut-Rhin
| Jardin                                    | Commune             | Superficie (ha) | Date | Style, remarques | Illustration    |
| ----------------------------------------- | ------------------- | --------------- | ---- | --- | --------------- |
| Champ-de-Mars                             | Colmar              |                 | 1864 | L'agencement de ce parc rappelle la croix de la Légion d'honneur. Vastes espaces verts avec au centre une fontaine surmontée de la statue de l'amiral Bruat édifiée en 1864 et construite par Bartholdi. | }}}             |
| Parc de la Marseillaise Inscrit MH (2013) | Guebwiller          |                 |      | monument, fabrique de jardin, kiosque, mur de clôture, fontaine | }}}             |
| Parc de Wesserling                        | Husseren-Wesserling | 42              |      | | }}}             |
| Parc zoologique et botanique de Mulhouse  | Mulhouse            |                 |      | épicéa bicolore, thuya géant, cryptomeria du Japon. Six jardins thématiques dont les jardins des pivoines, des rhododendrons et des iris                                                                 | }}}             |
| Parc des berges de l'Ill                  | Mulhouse            |                 |      | | Image manquante |
| Parc Salvator                             | Mulhouse            |                 |      | | Image manquante |
| Parc Wallach                              | Riedisheim          | 2               | 1935 | jardin à la française conçu par Alfred Duchesne | Image manquante |

## Aquitaine
Jardin remarquable -  Inscrit MH (Monument historique)

### Dordogne
| Jardin                         | Commune               | Superficie (ha) | Date | Style, remarques                                                                                 | Illustration    |
| ------------------------------ | --------------------- | --------------- | ---- | ------------------------------------------------------------------------------------------------ | --------------- |
| Parc Jean-Jaurès               | Bergerac              |                 | 1929 | jardin à la française, jardin à l'anglaise, jardin botanique                                     | Image manquante |
| Parc de Pombonne               | Bergerac              | 55              | 2000 |                                                                                                  | Image manquante |
| Parc botanique                 | Bergerac              |                 |      | chêne liège, chêne vert, chêne des marais, chêne rouge d’Amérique, tilleul de Crimée, séquoia... | Image manquante |
| Parc de Campréal               | Bergerac              |                 |      |                                                                                                  | Image manquante |
| Jardin des Arènes de Périgueux | Périgueux             |                 |      |                                                                                                  | }}}             |
| Jardin du Thouin               | Périgueux             |                 | 1980 |                                                                                                  | }}}             |
| Jardins de l'Imaginaire        | Terrasson-Lavilledieu | 6               | 1996 | Jardin contemporain à thèmes                                                                     | }}}             |

### Gironde
| Jardin                                        | Commune     | Superficie (ha) | Date | Style, remarques                | Illustration |
| --------------------------------------------- | ----------- | --------------- | ---- | ------------------------------- | ------------ |
| Parc de Majolan · Inscrit MH (1987, 2007)     | Blanquefort | 20              | 1870 | Jardin romantique, grottes, lac | }}}          |
| Jardin public de Bordeaux · Inscrit MH (1935) | Bordeaux    | 10              | 1746 | Jardin à l'anglaise             | }}}          |
| Parc bordelais                                | Bordeaux    | 28              | 1888 | Jardin à l'anglaise             | }}}          |
| Jardin botanique de Bordeaux                  | Bordeaux    | 4               | 2002 | Jardin botanique                | }}}          |

### Landes
| Jardin                               | Commune        | Superficie (ha) | Date        | Style, remarques                                             | Illustration    |
| ------------------------------------ | -------------- | --------------- | ----------- | ------------------------------------------------------------ | --------------- |
| Domaine du Sarrat · Classé MH (1991) | Dax            |                 | XIXe siècle | jardin à la française                                        | Image manquante |
| Parc Théodore Denis                  | Dax            |                 |             | ruines romaines                                              | }}}             |
| Parc Jean Rameau                     | Mont-de-Marsan | 6               | 1813        | Jardin japonais, jardin de fougères, d'hydrangeas, graminées | }}}             |

### Lot-et-Garonne
| Jardin                                               | Commune  | Superficie (ha) | Date        | Style, remarques | Illustration    |
| ---------------------------------------------------- | -------- | --------------- | ----------- | --- | --------------- |
| Jardin des Tanneries                                 | Agen     |                 | 2013        | | Image manquante |
| Jardin Jayan                                         | Agen     | 1               | 1887        | | Image manquante |
| Parc Naturel Agen Garonne Passeligne-Pélissier       | Boé      | 60              | 2012        | | Image manquante |
| Jardin du cloître de l'église Notre-Dame de Marmande | Marmande |                 | 1959        | jardin çà la française : tulipiers de Virginie Arbres d'alignement: Tilleuls, tulipiers de Virginie, charmes Arbustes : ifs, buis; Fleurs annuelles: tabac ornemental, agératum, muflier, pensées, giroflées, légumes ornementaux… | }}}             |
| Parc de la Garenne                                   | Nérac    | 35              | XVIe siècle | parc arboré avec rivière et plan d'eau | Image manquante |

### Pyrénées-Atlantiques
| Jardin                             | Commune         | Superficie (ha) | Date        | Style, remarques | Illustration    |
| ---------------------------------- | --------------- | --------------- | ----------- | --- | --------------- |
| Jardin Léon Bonnat                 | Bayonne         |                 | 1907        | jardin à la française | Image manquante |
| Parc de Caradoc                    | Bayonne         |                 | 1950        | cèdres, tilleuls, séquoias, magnolias, roseraie                                                                                | Image manquante |
| Jardin botanique de Bayonne        | Bayonne         | 0,3             | 1990        | | }}}             |
| Jardin René Cassin                 | Bayonne         |                 |             | | Image manquante |
| Plaine d'Ansot                     | Bayonne         | 100             |             | zone de barthes | Image manquante |
| Parc de la Villa Arnaga            | Cambo-les-Bains | 15              |             | jardin à la française, jardin à l'anglaise dessinés par Edmond Rostand                                                         | }}}             |
| Domaine national du château de Pau | Pau             | 23              | XIXe siècle | | }}}             |
| Parc Beaumont                      | Pau             | 12              |             | 110 essences d'arbres : cyprès chauve de Louisiane, plaqueminier de Virginie ou Séquoia géant, lac, rivière, cascade, roseraie | }}}             |
| Parc Lawrence                      | Pau             |                 | XIXe siècle | | }}}             |

## Auvergne

### Allier
Inscrit MH (Monument historique)
| Jardin                            | Commune                  | Superficie (ha) | Date                         | Style, remarques | Illustration    |
| --------------------------------- | ------------------------ | --------------- | ---------------------------- | --- | --------------- |
| Parc de la Source intermittente   | Bellerive-sur-Allier     |                 |                              | | Image manquante |
| Parc de la Mine                   | Commentry                |                 |                              | | Image manquante |
| Parc Paul-Baudecroux              | Cusset                   |                 |                              | Aussi appelé parc du Chambon | }}}             |
| Parc Barbereau                    | Cusset                   |                 | 2004                         | | Image manquante |
| Parc du Millénaire                | Cusset                   |                 | 1925, rénové en 2000 et 2016 | Anciennement parc de la Vernière | }}}             |
| Jardins inondables                | Dompierre-sur-Besbre     |                 |                              | | Image manquante |
| Parc public municipal Delarue     | Gannat                   |                 |                              | | Image manquante |
| Parc municipal Louis-Bignon       | Hérisson                 |                 |                              | | Image manquante |
| Parc floral                       | Lapalisse                |                 |                              | | Image manquante |
| Jardins Wilson                    | Montluçon                | 11,9            | 1937                         | Jardin à la française | }}}             |
| Parc de la Louvière               | Montluçon                |                 |                              | | Image manquante |
| Jardin de la Malcoiffée           | Moulins                  |                 |                              | cèdes et roseraie | Image manquante |
| Jardins bas                       | Moulins                  |                 |                              | | Image manquante |
| Parcours de l'Arbre               | Néris-les-Bains          |                 |                              | | Image manquante |
| Parc des Epigeards                | Saint-Germain-des-Fossés |                 |                              | | Image manquante |
| Jardin public                     | Saint-Menoux             |                 |                              | | Image manquante |
| Parc du Valençon                  | Varennes-sur-Allier      |                 |                              | | Image manquante |
| Parc des Sources Classé MH (1994) | Vichy                    | 10,7            | 1812                         | Propriété de la ville de Vichy depuis 2021. | }}}             |
| Parc des Célestins                | Vichy                    |                 | 1862                         | Issu de l'enclos du couvent des Célestins (XVe siècle), divisé en 1862 (l'autre partie étant le parc Lardy) à la suite de conflits avec les propriétaires de la source Lardy. | }}}             |
| Parc Napoléon-III                 | Vichy                    |                 | années 1860                  | Parc aménagé par décret impérial de Napoléon III de 1861 sur un bras secondaire de l'Allier. Propriété de la ville de Vichy depuis 1979.                                      | }}}             |
| Parc Kennedy                      | Vichy                    |                 | 1890                         | | }}}             |
| Parc des Bourins                  | Vichy                    | 8               | 1910                         | | }}}             |
| Parc Bellecroix                   | Yzeure                   |                 |                              | | }}}             |
| Parc Laussedat                    | Yzeure                   |                 |                              | | Image manquante |
| Jardins de Grillet                | Yzeure                   |                 |                              | | Image manquante |
| Les Rives du Danube               | Yzeure                   |                 |                              | | Image manquante |

### Cantal
| Jardin            | Commune  | Superficie (ha) | Date | Style, remarques                                        | Illustration |
| ----------------- | -------- | --------------- | ---- | ------------------------------------------------------- | ------------ |
| Square Vernemouze | Aurillac |                 | 1880 | concepteur : Jean-Charles Alphand - Jardin à l'anglaise | }}}          |

### Haute-Loire
| Jardin                                        | Commune               | Superficie (ha) | Date      | Style, remarques | Illustration    |
| --------------------------------------------- | --------------------- | --------------- | --------- | --- | --------------- |
| Verger conservatoire de la Vallée de la Loire | Aurec-sur-Loire       |                 |           | | Image manquante |
| Parc de la Visitation                         | Brioude               |                 |           | | Image manquante |
| Parc forestier                                | Le Chambon-sur-Lignon |                 |           | | Image manquante |
| Parc du château de Chavaniac                  | Chavaniac-Lafayette   | 3               | 1920-1966 | Achille Duchêne concepteur | Image manquante |
| Jardin botanique                              | Pébrac                |                 |           | | Image manquante |
| Jardin Henri-Vinay                            | Le Puy-en-Velay       | 4,3             | 1835      | Magnolia accuminata "acci ", chêne et Hêtre pourpre, araucaria, Cyprès chauve, marronnier, séquoia, tulipier, cèdres, sophora... | Image manquante |

### Puy-de-Dôme
| Jardin                        | Commune               | Superficie (ha) | Date        | Style, remarques                                             | Illustration    |
| ----------------------------- | --------------------- | --------------- | ----------- | ------------------------------------------------------------ | --------------- |
| Parc Fenestre                 | La Bourboule          |                 |             |                                                              | }}}             |
| Parc Bargoin et parc Montjoly | Chamalières           |                 |             |                                                              | Image manquante |
| Jardins du site du Marchidial | Champeix              |                 |             |                                                              | Image manquante |
| Parc thermal                  | Châteauneuf-les-Bains |                 |             |                                                              | Image manquante |
| Jardin Lecoq                  | Clermont-Ferrand      | 5               | 1780        | Jardin japonais, jardin de fougères, d'hydrangeas, graminées | }}}             |
| Jardin botanique de la Charme | Clermont-Ferrand      | 1,8             | 1974        |                                                              | }}}             |
| Parc de Montjuzet             | Clermont-Ferrand      | 26              |             | jardin d'essences méditerranéennes                           | }}}             |
| Pailhats                      | Courgoul              |                 |             |                                                              | Image manquante |
| Parc du château de Randan     | Randan                | 100             | XIXe siècle | parc paysager                                                | }}}             |
| Parc de Cerey et Pré-Madame   | Riom                  |                 |             |                                                              | Image manquante |
| Parc thermal                  | Royat                 |                 |             |                                                              | Image manquante |
| Parc de la Source             | Volvic                |                 |             |                                                              | Image manquante |

## Bourgogne
Jardin remarquable -  Inscrit MH (Monument historique)

### Côte-d'Or
| Jardin                                   | Commune        | Superficie (ha) | Date              | Style, remarques | Illustration    |
| ---------------------------------------- | -------------- | --------------- | ----------------- | --- | --------------- |
| Square des Lions                         | Beaune         | 0,75            | XIXe siècle       | jardin à l'anglaise | Image manquante |
| Parc de la Bouzaize                      | Beaune         | 5               | 1883              | jardin à l'anglaise | Image manquante |
| Parc de la Creuzotte                     | Beaune         |                 | 2008              | | Image manquante |
| Parc Saint-Jacques                       | Beaune         | 3,6             |                   | | Image manquante |
| Parc du château de Bussy-Rabutin         | Bussy-le-Grand | 36              | XVVie XIXe siècle | jardin à la française, 46 variétés de rosiers anciens, 25 variétés de pivoines arbustives, 10 variétés d'iris de jardin, statues, plan d'eau | }}}             |
| Jardin botanique de l'Arquebuse de Dijon | Dijon          | 5               | 1833              | | }}}             |
| Jardin des cinq roses                    | Talant         |                 |                   | | Image manquante |

### Nièvre
| Jardin                              | Commune | Superficie (ha) | Date        | Style, remarques | Illustration    |
| ----------------------------------- | ------- | --------------- | ----------- | ---------------- | --------------- |
| Parc Roger Salengro                 | Nevers  | 7,7             | XIXe siècle |                  | Image manquante |
| Parc Pierre Mendès-France           | Nevers  | 4,4             |             |                  | Image manquante |
| Jardin de la promenade des remparts | Nevers  | 1,04            |             |                  | Image manquante |

### Saône-et-Loire
| Jardin                         | Commune             | Superficie (ha) | Date | Style, remarques                                      | Illustration    |
| ------------------------------ | ------------------- | --------------- | ---- | ----------------------------------------------------- | --------------- |
| Roseraie Saint-Nicolas         | Chalon-sur-Saône    | 5               |      | 600 espèces de rosiers                                | Image manquante |
| Parc Georges Nouelle           | Chalon-sur-Saône    | 1,3             | 1951 | jardin à l'anglaise                                   | Image manquante |
| Parc du Château de la Verrerie | Le Creusot          | 28              | 1869 | jardin à l'anglaise, jardin à la française, arboretum | }}}             |
| Arboretum de Pézanin           | Dompierre-les-Ormes | 27              | 1903 |                                                       | }}}             |
| Vallon des Rigolettes          | Mâcon               |                 |      |                                                       | }}}             |
| Parc de l'Abîme                | Mâcon               |                 |      |                                                       | }}}             |

### Yonne
| Jardin                            | Commune | Superficie (ha) | Date | Style, remarques      | Illustration    |
| --------------------------------- | ------- | --------------- | ---- | --------------------- | --------------- |
| Jardins de l'abbaye Saint-Germain | Auxerre |                 |      |                       | Image manquante |
| Parc de l'Arbre sec               | Auxerre | 2,5             |      |                       | Image manquante |
| Jardin Paul-Bert                  | Auxerre | 0,6             |      |                       | Image manquante |
| Jardin du muséum                  | Auxerre |                 |      | jardin à la française | Image manquante |
| île du moulin du président        | Auxerre | 11              |      |                       | Image manquante |
| Parc du moulin à tan              | Sens    | 15              | 1983 | arboretum             | }}}             |

## Bretagne
Jardin remarquable -  Inscrit MH (Monument historique)

### Côtes-d'Armor
| Jardin                           | Commune      | Superficie (ha) | Date        | Style, remarques                                           | Illustration    |
| -------------------------------- | ------------ | --------------- | ----------- | ---------------------------------------------------------- | --------------- |
| Parc des Carmes Classé MH        | Quintin      | 12              | 1619        |                                                            | }}}             |
| Parc du château de la Roche-Jagu | Ploëzal      | 30              |             | Jardin Contemporain d'inspiration médiévale                | }}}             |
| Jardin Ty Coat                   | Saint-Brieuc | 1               | Années 1940 | Roseraie                                                   | Image manquante |
| Parc des Promenades              | Saint-Brieuc |                 | XIXe siècle | Parc citadin ; Concepteur : Jean-Pierre Barillet-Deschamps | Image manquante |
| Parc de la Villa Rohannec'h      | Saint-Brieuc | 7               | 2007        |                                                            | }}}             |
| Parc de La Ville Oger            | Saint-Brieuc | 89              | 1990        | Parc citadin                                               | }}}             |
| Jardins de Kerdalo               | Trédarzec    | 18              |             |                                                            | }}}             |

### Finistère
| Jardin                                 | Commune      | Superficie (ha) | Date         | Style, remarques | Illustration    |
| -------------------------------------- | ------------ | --------------- | ------------ | --- | --------------- |
| Square Mathon                          | Brest        |                 | 1999         | Jean-Baptiste Mathon puis Bernard Huet concepteurs                                                                                          | }}}             |
| Jardin des explorateurs                | Brest        |                 |              | | }}}             |
| Jardin de l'Académie                   | Brest        |                 |              | | Image manquante |
| Parc d'Éole                            | Brest        |                 |              | | Image manquante |
| Vallon du Stang-Alar                   | Guipavas     | 22              |              | Conservatoire botanique national de Brest, conservatoires botaniques : 95 % des espèces présentées sont des plantes menacées de disparition | }}}             |
| Jardins de Suscinio                    | Morlaix      | 2,87            |              | | Image manquante |
| Jardin de la Retraite                  | Quimper      | 0,58            |              | | }}}             |
| Jardin de la Paix                      | Quimper      | 0,9             |              | | }}}             |
| Jardin du Prieuré                      | Quimper      | 0,17            |              | 150 plantes médiévales | Image manquante |
| Jardin du château de Lanniron          | Quimper      | 27              | XVIIe siècle | | }}}             |
| Parc et jardins du château de Trévarez | Saint-Goazec | 85              | 1968         | jardin à l'anglaise, botanique et contemporain                                                                                              | }}}             |

### Ille-et-Vilaine
| Jardin                           | Commune       | Superficie (ha) | Date | Style, remarques                                                  | Illustration |
| -------------------------------- | ------------- | --------------- | ---- | ----------------------------------------------------------------- | ------------ |
| Parc des Gayeulles               | Rennes        | 100             | 1978 | Jardin à l'anglaise, parc paysagers et forestier, base de loisirs | }}}          |
| Parc du Thabor                   | Rennes        | 10              | 1793 | Botanique, jardin à la française, jardin à l'anglaise, roseraie   | }}}          |
| Parc botanique de Haute-Bretagne | Le Châtellier | 25              | 1847 | Botanique, jardin à la française, jardin à l'anglaise             | }}}          |
| Jardin du parc                   | Vitré         | 7               | 1867 | Jardin à l'anglaise                                               | }}}          |

### Morbihan
| Jardin               | Commune | Superficie (ha) | Date | Style, remarques      | Illustration    |
| -------------------- | ------- | --------------- | ---- | --------------------- | --------------- |
| Parc Jules-Ferry     | Lorient | 1,5             |      |                       | Image manquante |
| jardin de l'amirauté | Lorient | 2               |      |                       | Image manquante |
| Jardin des remparts  | Vannes  | 1,5             |      | Jardin à la française | }}}             |

## Centre-Val de Loire
Jardin remarquable -  Inscrit MH (Monument historique)

### Cher
| Jardin                                         | Commune | Superficie (ha) | Date | Style, remarques                                    | Illustration |
| ---------------------------------------------- | ------- | --------------- | ---- | --------------------------------------------------- | ------------ |
| Jardin de l'archevêché                         | Bourges |                 | 1730 | jardin à la française                               | }}}          |
| Jardin des Prés-Fichaux                        | Bourges |                 | 1930 | aménageur : Paul Marguerita - jardin à la française | }}}          |
| Jardin de l'abbaye de Vierzon Classé MH (1996) | Vierzon |                 | 1935 | jardin art déco                                     | }}}          |

### Eure-et-Loir
| Jardin                                                                                     | Commune         | Superficie (ha) | Date      | Style, remarques      | Illustration |
| ------------------------------------------------------------------------------------------ | --------------- | --------------- | --------- | --------------------- | ------------ |
| Parc André Gagnon                                                                          | Chartres        | 2               |           |                       | }}}          |
| Jardins de l'évêché                                                                        | Chartres        |                 |           | jardin à la française | }}}          |
| Jardin d'horticulture                                                                      | Chartres        | 1,7             | 1856      | jardin à l'anglaise   | }}}          |
| Parc de la Chapelle royale de Dreux                                                        | Dreux           | 6               | 1835      |                       | }}}          |
| Jardin du Pré-Catelan · « parc de Tansonville » dans l'œuvre de Marcel Proust · Classé MH, | Illiers-Combray |                 | 1850-1870 | jardin à l'anglaise   | }}}          |

### Indre
| Jardin                                      | Commune             | Superficie (ha) | Date          | Style, remarques                                                                                       | Illustration    |
| ------------------------------------------- | ------------------- | --------------- | ------------- | --- | --------------- |
| Jardin textile du musée de la chemiserie    | Argenton-sur-Creuse | 40              | 2000          | plantes à fibres (lin, chanvre, ortie, genêt à balai…), plantes tinctoriales (ajonc, garance, pastel…) | Image manquante |
| Parc et jardins du Château d'Azay-le-Ferron | Azay-le-Ferron      | 17              | XVIIIe siècle | jardin à la française, jardin à l'anglaise, art topiaire, arboretum, roseraie, potager                 | }}}             |
| Parc et jardins du Château de Bouges        | Bouges-le-Château   | 85              | XIXe siècle   | jardin à la française, jardin à l'anglaise                                                             | }}}             |
| Jardin public                               | Châteauroux         | 5               |               | | Image manquante |
| Parc Daniel-Bernardet                       | Châteauroux         | 12              |               | lac (8 ha)                                                                                             | Image manquante |
| Prairie Saint-Gildas                        | Châteauroux         | 25              |               | | Image manquante |
| Parc Balsan                                 | Châteauroux         | 4,5             |               | | Image manquante |
| Jardin des Capucins                         | Châteauroux         | 0,64            |               | jardin à la française                                                                                  | Image manquante |
| Ecoparc des Chénevières                     | Déols               | 22              |               | plantes médicinales sauvages du Berry.                                                                 | Image manquante |
| Jardin du Domaine de George Sand            | Nohant-Vic          | 6               |               | jardin à la française et parc arboré                                                                   | }}}             |

### Indre-et-Loire
| Jardin                    | Commune | Superficie (ha) | Date | Style, remarques        | Illustration    |
| ------------------------- | ------- | --------------- | ---- | ----------------------- | --------------- |
| Jardin public             | Loches  |                 |      |                         | Image manquante |
| Prairies du Roy           | Loches  |                 |      | Espace naturel sensible | Image manquante |
| Jardin botanique de Tours | Tours   | 5               | 1843 |                         | }}}             |
| Jardin des Prébendes d'Oé | Tours   | 4,3             | 1872 |                         | }}}             |
| Jardin de la Grenouillère | Tours   |                 | 2009 |                         | Image manquante |

### Loir-et-Cher
| Jardin                                | Commune            | Superficie (ha) | Date               | Style, remarques                   | Illustration    |
| ------------------------------------- | ------------------ | --------------- | ------------------ | ---------------------------------- | --------------- |
| Roseraie de terrasses de l’évêché     | Blois              | 3,5             | 1991               |                                    | }}}             |
| Les jardins du Roy                    | Blois              |                 | XVIe siècle - 1992 | aménagement : Gilles Clément       | Image manquante |
| Jardin Augustin Thierry               | Blois              |                 | 1850               | cèdre de l'Atlas                   | }}}             |
| Jardin des plantes médicinales        | Blois              |                 |                    |                                    | Image manquante |
| Parc Ronsard                          | Vendôme            |                 |                    |                                    | }}}             |
| Parc du Château de Chaumont-sur-Loire | Chaumont-sur-Loire |                 |                    | Festival international des jardins | }}}             |
| Parc du château                       | Vendôme            | 6               |                    |                                    | }}}             |

### Loiret
| Jardin                        | Commune              | Superficie (ha) | Date | Style, remarques | Illustration |
| ----------------------------- | -------------------- | --------------- | ---- | --- | ------------ |
| Arboretum national des Barres | Nogent-sur-Vernisson | 35              | 1873 | 109 espèces de chênes (Quercus), 85 espèces d'érables (Acer), 57 espèces d'épicéas (Picea), 54 espèces de pins (Pinus), 44 espèces de sapins (Abies) et 92 espèces d'aubépines (Crataegus). 400 espèces de champignons. Une vingtaine d'espèces d'orchidées sauvages | }}}          |
| Jardin des plantes d'Orléans  | Orléans              | 3,5             | 1834 | jardin à la française, jardin de roses, orangers | }}}          |
| Parc Louis-Pasteur            | Orléans              | 4               | 1927 | jardin à la française | }}}          |
| Parc Floral de la Source      | Orléans              | 35              | 1963 | aménagement Louis Arretche | }}}          |

## Champagne-Ardenne
Jardin remarquable -  Inscrit MH (Monument historique)

### Ardennes
| Jardin                                                | Commune              | Superficie (ha) | Date | Style, remarques | Illustration    |
| ----------------------------------------------------- | -------------------- | --------------- | ---- | --- | --------------- |
| Parc Pierquin                                         | Charleville-Mézières |                 | 1984 | ginkgo biloba, tulipier de virginie, prunier, quetschier, néflier, oranger des Osages, savonnier, buisson d'elaeagnacées... | }}}             |
| Mont Olympe                                           | Charleville-Mézières |                 | 1927 | | }}}             |
| Réserve naturelle régionale de la côte de Bois-en-Val | Charleville-Mézières | 24              | 2008 | | }}}             |
| Parc municipal Maurice-Rocheteau                      | Revin                |                 |      | | Image manquante |
| Jardin botanique de Sedan                             | Sedan                |                 | 1891 | | }}}             |

### Aube
| Jardin         | Commune               | Superficie (ha) | Date | Style, remarques | Illustration |
| -------------- | --------------------- | --------------- | ---- | ---------------- | ------------ |
| Parc de Fouchy | La Chapelle-Saint-Luc |                 |      |                  | }}}          |

### Marne
| Jardin                                                | Commune              | Superficie (ha) | Date | Style, remarques                         | Illustration    |
| ----------------------------------------------------- | -------------------- | --------------- | ---- | ---------------------------------------- | --------------- |
| Petit Jard                                            | Châlons-en-Champagne | 3               | 1861 | arboretum et jardin paysagé              | }}}             |
| Grand Jard                                            | Châlons-en-Champagne |                 |      | relié au Jard anglais par une passerelle | }}}             |
| Jard anglais                                          | Châlons-en-Champagne |                 |      | relié au Grand Jard par une passerelle   | Image manquante |
| Jardin humide                                         | Cuis                 |                 |      |                                          | Image manquante |
| Jardin de la Société d'horticulture et de viticulture | Épernay              |                 |      |                                          | }}}             |
| Jardin de l'Hôtel de ville                            | Épernay              |                 |      |                                          | }}}             |
| Parc L'Hors du ru                                     | Pierry               |                 |      |                                          | Image manquante |
| Parc de la Patte d'oie                                | Reims                |                 | 1733 |                                          | }}}             |
| Parc de Champagne · Inscrit MH (2004)                 | Reims                |                 | 1909 |                                          | }}}             |
| Butte Saint-Nicaise                                   | Reims                |                 |      |                                          | }}}             |
| Couvent des Cordeliers de Reims                       | Reims                |                 |      |                                          | }}}             |
| Parc Schneitter                                       | Reims                |                 |      |                                          | }}}             |
| Parc Léo-Lagrange                                     | Reims                |                 |      |                                          | }}}             |
| Parc de Val-de-Murigny                                | Reims                |                 |      |                                          | }}}             |
| Jardin de l'Hôtel de ville                            | Vitry-le-François    |                 | 1843 |                                          | }}}             |

### Haute-Marne
| Jardin                          | Commune   | Superficie (ha) | Date | Style, remarques | Illustration    |
| ------------------------------- | --------- | --------------- | ---- | --- | --------------- |
| Jardin Agathe Roullot           | Chaumont  | 2,5             |      | | Image manquante |
| Parc du Château du Grand Jardin | Joinville | 4               |      | jardin Renaissance : 365 arbres fruitiers taillés en espalier et en plein-vent. Carrés de plantes aromatiques et médicinales | }}}             |
| Square Claude-Henriot           | Langres   |                 | 1830 | kiosque (1890), statue de Jeanne Mance par Cardot (1968).                                                                    | Image manquante |
| Promenade de Blanchefontaine    | Langres   |                 |      | arbres plantées sur l'ordre de Sully, fontaine de la Grenouille                                                              | Image manquante |

## Corse

### Haute-Corse
| Jardin                     | Commune | Superficie (ha) | Date | Style, remarques                              | Illustration    |
| -------------------------- | ------- | --------------- | ---- | --------------------------------------------- | --------------- |
| Jardin Pecunia             | Bastia  | 0,7             |      | 800 plantes aromatiques et près de 400 arbres | Image manquante |
| Jardins suspendus du Musée | Bastia  |                 |      |                                               | }}}             |

### Corse-du-Sud
| Jardin              | Commune | Superficie (ha) | Date | Style, remarques | Illustration    |
| ------------------- | ------- | --------------- | ---- | ---------------- | --------------- |
| Domaine des Milelli | Ajaccio | 12              |      |                  | Image manquante |

## Franche-Comté

### Doubs
| Jardin                       | Commune  | Superficie (ha) | Date | Style, remarques                                                         | Illustration |
| ---------------------------- | -------- | --------------- | ---- | ------------------------------------------------------------------------ | ------------ |
| Jardin botanique de Besançon | Besançon | 1               | 1957 | plantes médicinales, arboretum, roseraie, plantes aquatiques des bassins | }}}          |
| Jardins de la Gare d'eau     | Besançon |                 |      |                                                                          | }}}          |
| Parc Micaud                  | Besançon | 3               | 1843 |                                                                          | }}}          |
| Promenade de l'Helvétie      | Besançon |                 |      |                                                                          | }}}          |
| Clos Barbisier               | Besançon | 3               | 1988 |                                                                          | }}}          |

### Jura
| Jardin                              | Commune         | Superficie (ha) | Date | Style, remarques                                                                            | Illustration    |
| ----------------------------------- | --------------- | --------------- | ---- | ------------------------------------------------------------------------------------------- | --------------- |
| Jardin public du Cours Saint-Mauris | Dole            |                 | 1690 | aménagement : Brice Michel (1875-1876)                                                      | Image manquante |
| Jardin botanique des Chevannes      | Dole            |                 |      |                                                                                             | Image manquante |
| Parc des Bains                      | Lons-le-Saunier |                 | 1904 | séquoias, tulipiers, tilleuls, féviers d'Amérique, saphoras du Japon, acacias du Mexique... | Image manquante |

### Haute-Saône
| Jardin               | Commune           | Superficie (ha) | Date | Style, remarques                                   | Illustration    |
| -------------------- | ----------------- | --------------- | ---- | -------------------------------------------------- | --------------- |
| Parc de l'Abbaye     | Lure              |                 |      |                                                    | }}}             |
| Parc des Thermes     | Luxeuil-les-Bains |                 | 1830 | statues, arbres centenaires, rivière, petits ponts | Image manquante |
| Lac des Sept Chevaux | Luxeuil-les-Bains | 7,78            |      |                                                    | Image manquante |
| Jardin anglais       | Vesoul            | 3               | 1863 | architecte paysagiste : Brice Michel               | }}}             |

### Territoire-de-Belfort
| Jardin               | Commune | Superficie (ha) | Date | Style, remarques                         | Illustration    |
| -------------------- | ------- | --------------- | ---- | ---------------------------------------- | --------------- |
| La Roseraie          | Belfort |                 |      | 180 variétés différentes de rosiers      | Image manquante |
| Jardin des Cinq Sens | Belfort |                 |      | Séquoïa géant, cerisier à fleur du Tibet | Image manquante |

## Île-de-France
Jardin remarquable -  Inscrit MH (Monument historique) - EVE : label espace végétal écologique

### Paris
| Antérieurs au Second Empire                                                                                              | Aménagés sous le Second Empire | Créés dans le dernier quart du XXe siècle | Créés au XXIe siècle       |
| - le Jardin des plantes (23,5) - le jardin des Tuileries (28) - le jardin du Luxembourg (22,5) - le Champ de Mars (24,3) | - le bois de Vincennes (995) - le bois de Boulogne (846) - le parc des Buttes-Chaumont (24,7) - le parc Monceau (8,2) - le parc Montsouris (15,5) | - le parc de Belleville (4,5) - le parc de la Villette (55) - le parc Georges-Brassens (8,7) - le parc André-Citroën (13,9) - le parc de Bercy (14) | - les Jardins d'Éole (4,2) |

### Seine-et-Marne
| Jardin                                                                        | Commune              | Superficie (ha)       | Date                | Style, remarques | Illustration    |
| ----------------------------------------------------------------------------- | -------------------- | --------------------- | ------------------- | --- | --------------- |
| Parc de Rentilly                                                              | Bussy-Saint-Martin   |                       |                     | | Image manquante |
| Parc et les jardins du château de Champs-sur-Marne                            | Champs-sur-Marne     |                       |                     | | Image manquante |
| Parc de la Tabarderie                                                         | Château-Landon       |                       |                     | | Image manquante |
| Parc des sculptures de la Dhuys                                               | Chessy               |                       |                     | | Image manquante |
| Parc des Capucins                                                             | Coulommiers          | 3                     |                     | | }}}             |
| Jardin médiéval                                                               | Donnemarie-Dontilly  |                       |                     | | Image manquante |
| Parc et les jardins du · château de Fontainebleau · Patrimoine mondial (1981) | Fontainebleau        | 115 (80 pour le parc) | XVIe siècle         | | }}}             |
| Arboretum du Val-des-Dames                                                    | Gretz-Armainvilliers |                       |                     | | Image manquante |
| Jardin Bossuet                                                                | Meaux                |                       | XVIIe siècle - 1911 | jardin à la française                                                                                               | Image manquante |
| Parc du Pâtis                                                                 | Meaux                | 150                   | 2006                | | Image manquante |
| Parc de Noisiel                                                               | Noisiel              | 87                    |                     | séquoia géants, platanes et marronniers centenaires, féviers d’Amérique, hêtres pourpres et verts, bambous, érables | Image manquante |
| Roseraie de Provins                                                           | Provins              |                       | XXe siècle          | | Image manquante |

### Yvelines
| Jardin                                             | Commune               | Superficie (ha) | Date         | Style, remarques                                                                                      | Illustration    |
| -------------------------------------------------- | --------------------- | --------------- | ------------ | --- | --------------- |
| Parc du Peuple de l'herbe                          | Carrières-sous-Poissy | 113 ha          |              | | Image manquante |
| Parc Meissonier                                    | Poissy                |                 |              | Jardin à l'anglaise                                                                                   | }}}             |
| Parc et jardins du Château de Rambouillet          | Rambouillet           |                 |              | | }}}             |
| Parc et jardin du Château de Saint-Germain-en-Laye | Saint-Germain-en-Laye |                 | 1663 et 1845 | Jardin à la française dessiné par André Le Nôtre, jardin à l'anglaise dessiné par Loaisel de Tréogate | }}}             |
| Parc de Versailles                                 | Versailles            |                 |              | | }}}             |

### Essonne
| Jardin                        | Commune    | Superficie (ha) | Date                      | Style, remarques  | Illustration    |
| ----------------------------- | ---------- | --------------- | ------------------------- | ----------------- | --------------- |
| Parc du Château de Chamarande | Chamarande | 30              |                           | parc à l'anglaise | Image manquante |
| Parc Henri Fabre              | Évry       | 15              | XVIIIe–XIXe – XXe siècles |                   | Image manquante |
| Parc des Loges                | Évry       | 15              |                           |                   | Image manquante |
| Parc des Coquibus             | Évry       | 20              |                           |                   | Image manquante |
| Parc des Tourelles            | Évry       | 11              |                           |                   | Image manquante |
| Parc Bataille                 | Évry       | 8               |                           |                   | Image manquante |
| Parc Pompidou                 | Évry       | 2               |                           |                   | Image manquante |
| Parc des bords de Seine       | Évry       | 8               |                           |                   | Image manquante |
| Champs-Élysées                | Évry       | 1,5             |                           |                   | Image manquante |

### Hauts-de-Seine
| Jardin                           | Commune                                | Superficie (ha) | Date              | Style, remarques                                                                                | Illustration |
| -------------------------------- | -------------------------------------- | --------------- | ----------------- | ----------------------------------------------------------------------------------------------- | ------------ |
| Parc Bourdeau                    | Antony                                 | 1,2             |                   | Arbre remarquable, séquoia géant, tulipier de Virginie                                          | }}}          |
| Parc Raymond-Sibille             | Antony                                 | 1,55            |                   | Arboretum, cèdres, hêtres pourpres, arbres de Judée, tulipier de Virginie                       | }}}          |
| Parc Heller                      | Antony                                 | 9,6             | 1938              | Arbre remarquable, chênes pédonculés, magnolias, micocouliers de Provence, cèdres de l'Himalaya | }}}          |
| Arboretum de la Vallée-aux-Loups | Châtenay-Malabry                       | 13,5            | XVIIIe siècle     | cèdre bleu pleureur de l’Atlas et chêne à feuilles de myrsine.                                  | }}}          |
| Parc des Chanteraines            | Gennevilliers et Villeneuve-la-Garenne | 75              | 1978              |                                                                                                 | }}}          |
| Parc du château de Malmaison     | Rueil-Malmaison                        | 6,5             | début XIXe siècle | Cèdre de Marengo, thuya planté, catalpa, fagus sylvatica, rosiers                               | }}}          |
| Parc de l'amitié                 | Rueil-Malmaison                        |                 | 1977              | Jardin japonais et roseraie autres jardins thématiques                                          | }}}          |
| Parc de Saint-Cloud              | Saint-Cloud                            | 460             |                   | Jardin à la française avec perspective dessiné par Le Nôtre ; jardin du Trocadéro à l'anglaise  | }}}          |
| Parc de Sceaux                   | Sceaux et Antony                       | 181             |                   | Jardin à la française dessiné par Le Nôtre                                                      | }}}          |

### Seine-Saint-Denis
| Jardin                                  | Commune                                  | Superficie (ha) | Date | Style, remarques | Illustration    |
| --------------------------------------- | ---------------------------------------- | --------------- | ---- | ---------------- | --------------- |
| Parc départemental du Sausset           | Aulnay-sous-Bois et Villepinte           | 200             |      |                  | }}}             |
| Parc Jean-Moulin                        | Bagnolet                                 |                 |      |                  | Image manquante |
| Parc de la Bergère                      | Bobigny                                  |                 |      |                  | Image manquante |
| Parc Georges-Valbon                     | La Courneuve, Saint-Denis, Stains, Dugny | 415             | 1960 |                  | }}}             |
| Parc Ladoucette                         | Drancy                                   |                 |      |                  | }}}             |
| Parc départemental de l'Île-Saint-Denis | L'Île-Saint-Denis                        |                 |      |                  | }}}             |
| Parc des Beaumonts                      | Montreuil-sous-Bois                      |                 |      |                  | }}}             |
| Parc Montreau                           | Montreuil-sous-Bois                      |                 |      |                  | }}}             |
| Parc des Guilands                       | Montreuil-sous-Bois                      |                 |      |                  | }}}             |
| Parc départemental de la Haute-Île      | Neuilly-sur-Marne                        |                 |      |                  | }}}             |
| Parc de la Butte Verte                  | Noisy-le-Grand                           |                 |      |                  | Image manquante |
| Parc des Yvris                          | Noisy-le-Grand                           |                 |      |                  | Image manquante |
| Parc de Romainville                     | Romainville                              |                 |      |                  | Image manquante |
| Parc de Sevran                          | Sevran                                   |                 |      |                  | Image manquante |
| Parc de la Tussion                      | Sevran                                   |                 |      |                  | Image manquante |
| Parc de Villetaneuse                    | Villetaneuse                             |                 |      |                  | Image manquante |

### Val-de-Marne
| Jardin                                                | Commune               | Superficie (ha) | Date | Style, remarques | Illustration    |
| ----------------------------------------------------- | --------------------- | --------------- | ---- | --- | --------------- |
| Parc Paul-Vaillant-Couturier                          | Arcueil               |                 |      | | Image manquante |
| Parc départemental du Plateau                         | Champigny-sur-Marne   |                 |      | | Image manquante |
| Parc du Tremblay                                      | Champigny-sur-Marne   | 73              | 1976 | | }}}             |
| Réserve naturelle départementale des Iles de la Marne | Champigny-sur-Marne   | 1,5             |      | | Image manquante |
| Parc des Gondoles                                     | Choisy-le-Roi         |                 |      | | Image manquante |
| îles et le parc Dupeyroux                             | Créteil               |                 |      | | Image manquante |
| Parc Picasso                                          | Gentilly              |                 |      | | Image manquante |
| Roseraie du Val-de-Marne                              | L'Haÿ-les-Roses       | 1,52            | 1894 | jardin à l'anglaise et roseraie (plus de 7 000 variétés de roses) essences rares :Cornus mas (cornouiller mâle), Pinus laricio (pin de Corse), un Zekova crenata (orme de Sibérie), un Platanus orientalis digitata (platane d'Orient) | }}}             |
| île Fanac                                             | Joinville-le-Pont     |                 |      | | Image manquante |
| Parc départemental des Marmousets                     | La Queue-en-Brie      |                 |      | | Image manquante |
| Parc de l' Abbaye de Saint-Maur                       | Saint-Maur-des-Fossés |                 |      | | }}}             |
| Parc départemental de la Saussaie-Pidoux              | Valenton              |                 |      | | Image manquante |
| Parc départemental de la Plage Bleue                  | Valenton              |                 |      | | Image manquante |
| Parc départemental des Hautes-Bruyères                | Villejuif             |                 |      | | Image manquante |
| Parc départemental des Lilas                          | Vitry-sur-Seine       |                 |      | | Image manquante |

### Val-d'Oise
| Jardin                               | Commune           | Superficie (ha) | Date | Style, remarques                           | Illustration    |
| ------------------------------------ | ----------------- | --------------- | ---- | ------------------------------------------ | --------------- |
| Parc du Cerisier                     | Argenteuil        | 2               |      |                                            | Image manquante |
| Parc François Mitterrand             | Cergy             | 8               |      |                                            | }}}             |
| Bois de Cergy                        | Cergy             | 42              |      |                                            | Image manquante |
| Domaine de Villarceaux EVE           | Chaussy           | 70              | 1759 | jardin à la française, jardin à l'anglaise | }}}             |
| Le jardin des roses                  | Enghien-les-Bains |                 |      |                                            | Image manquante |
| Jardin des Cinq Sens                 | Pontoise          |                 |      |                                            | Image manquante |
| Potager du château de la Roche-Guyon | La Roche-Guyon    | 3,5             | 2004 |                                            | }}}             |

## Languedoc-Roussillon
Jardin remarquable -  Inscrit MH (Monument historique)

### Aude
| Jardin                       | Commune     | Superficie (ha) | Date        | Style, remarques                                                                         | Illustration    |
| ---------------------------- | ----------- | --------------- | ----------- | ---------------------------------------------------------------------------------------- | --------------- |
| Jardin André-Chénier         | Carcassonne |                 | 1821        |                                                                                          | Image manquante |
| Parc de l'ile                | Carcassonne |                 |             |                                                                                          | Image manquante |
| Jardin Maria-et-Pierre-Sire  | Carcassonne |                 |             |                                                                                          | Image manquante |
| Jardins Bellevue             | Carcassonne |                 |             |                                                                                          | Image manquante |
| Parc de la Fabrique des Arts | Carcassonne |                 |             |                                                                                          | Image manquante |
| Jardin de l'archevêché       | Narbonne    |                 |             | jardin à la française, collection d'agrumes, cèdres, cadran solaire monumental, fontaine | Image manquante |
| Jardin de la Révolution      | Narbonne    |                 | 1890        | labyrinthe de bambous, jardin d'aromates                                                 | Image manquante |
| Jardin du Plan Saint-Paul    | Narbonne    |                 | XIXe siècle | cèdre de l'Atlas                                                                         | Image manquante |
| Parc de la Campane           | Narbonne    |                 | 1976        |                                                                                          | Image manquante |

### Gard
| Jardin                 | Commune | Superficie (ha) | Date | Style, remarques                                                                  | Illustration    |
| ---------------------- | ------- | --------------- | ---- | --------------------------------------------------------------------------------- | --------------- |
| Parc de la Maréchéale  | Alès    |                 |      |                                                                                   | }}}             |
| Parc du Colombier      | Alès    |                 |      |                                                                                   | Image manquante |
| Jardin public          | Alès    |                 |      |                                                                                   | Image manquante |
| Jardins de la Fontaine | Nîmes   | 15              | 1745 | Deux monuments antiques majeurs de Nîmes : le temple de Diane et la Tour Magne.   | }}}             |
| Square Antonin         | Nîmes   |                 |      | Statue de l'empereur Antonin                                                      | Image manquante |
| Bois des Espeisses     | Nîmes   | 82              |      | 56 ha ouverts au public et aménagés, et 26 ha en zone protégée, fermée au public. | }}}             |

### Hérault
| Jardin                               | Commune           | Superficie (ha) | Date | Style, remarques                                                             | Illustration    |
| ------------------------------------ | ----------------- | --------------- | ---- | ---------------------------------------------------------------------------- | --------------- |
| Jardin antique méditerranéen         | Balaruc-les-Bains | 1,7             | 2011 | Jardin botanique                                                             | Image manquante |
| Plateau des poètes                   | Béziers           | 5               | 1867 | Jardin à l'anglaise                                                          | }}}             |
| Jardin de la Motte                   | Mauguio           | 0,23            | 1890 | Jardin à la française                                                        | }}}             |
| Jardin des plantes de Montpellier    | Montpellier       | 4,6             | 1593 | Jardin botanique                                                             | }}}             |
| Promenade du Peyrou Classé MH (1954) | Montpellier       | 3               | 1689 | arc de triomphe, aqueduc, château d'eau (1768), statue équestre de Louis XIV | }}}             |
| Square Planchon                      | Montpellier       | 0,42            | 1858 | Arboretum allochtone                                                         | }}}             |

### Lozère
| Jardin              | Commune   | Superficie (ha) | Date | Style, remarques                                  | Illustration |
| ------------------- | --------- | --------------- | ---- | ------------------------------------------------- | ------------ |
| Jardin de la mairie | Marvejols |                 | 1936 | Jardin à l'anglaise, buste de Savorgnan de Brazza | }}}          |

### Pyrénées-Orientales
| Jardin                             | Commune   | Superficie (ha) | Date        | Style, remarques                                                                                     | Illustration    |
| ---------------------------------- | --------- | --------------- | ----------- | --- | --------------- |
| Parc Maillol                       | Perpignan | 8               |             | pelouse, prairie arborée, bassin                                                                     | Image manquante |
| Parc Sant Vicens                   | Perpignan |                 |             | roseaux, grandes herbes, tamaris, bosquets d'érables, d'aulnes, de frênes, de peupliers, et trembles | Image manquante |
| Serrat d'en Vaquer                 | Perpignan | 12              |             | parc en partie inclus dans l'ancien fort du XIXe siècle                                              | Image manquante |
| Jardin exotique de la Digue d'Orry | Perpignan | 1,3             |             | 208 espèces de plantes tropicales humides et méditerranéennes                                        | Image manquante |
| Parc de la Pépinière               | Perpignan |                 | 1818        | chênes d'Amérique, liquidambas                                                                       | Image manquante |
| Jardin des Remparts                | Perpignan |                 |             | palmier bleu, cyprès chauve, bassin à nénuphars                                                      | Image manquante |
| Jardins de la Basse                | Perpignan | 3               |             | | Image manquante |
| Jardin Terrus                      | Perpignan | 0,24            | 1912        | Chicot du Canada (Gymnocladus Canadensis)                                                            | Image manquante |
| Square Bir Hakeim                  | Perpignan | 3               | XIXe siècle | Gingko Biloba, palmiers Washingtonia Filifera                                                        | Image manquante |

## Limousin
Jardin remarquable -  Inscrit MH (Monument historique)

### Corrèze
| Jardin                                   | Commune            | Superficie (ha) | Date        | Style, remarques                                                                                        | Illustration    |
| ---------------------------------------- | ------------------ | --------------- | ----------- | --- | --------------- |
| Jardin public de la Guierle              | Brive-la-Gaillarde |                 | 1893        | Arbres remarquables : Platane (Platanus acerifolia, bicentenaire), forêt expérimentale "Brive les bois" | Image manquante |
| Parc des Perrières                       | Brive-la-Gaillarde | 13              | 1893        | fougères, lychnis, arbres remarquables. Vue dominante sur la ville de Brive                             | Image manquante |
| Potager Noël Boudy                       | Brive-la-Gaillarde |                 | 2001        | Composition paysagère du potager et association de plantes complémentaires (légumes et condiments)      | Image manquante |
| Square Marcel Cerdan roseraie municipale | Brive-la-Gaillarde |                 | 1982        | collection de plus de 2 000 rosiers dont 100 rosiers grimpants, tonnelles pergolas.                     | Image manquante |
| Parc arboretum du château de la Diège    | Ussel              |                 | XIXe siècle | séquoias et douglas, petites cascades, verger conservatoire d'anciennes variétés de pommes              | Image manquante |

### Creuse
| Jardin                          | Commune | Superficie (ha) | Date | Style, remarques                                                                                 | Illustration    |
| ------------------------------- | ------- | --------------- | ---- | ------------------------------------------------------------------------------------------------ | --------------- |
| Jardin public Ferdinand Villard | Guéret  |                 | 1905 | architecte : Germain Sauvanet - jardin à la française, parc arboré, statues, pont de rocaille... | Image manquante |

### Haute-Vienne
| Jardin                        | Commune | Superficie (ha) | Date            | Style, remarques                                                                               | Illustration |
| ----------------------------- | ------- | --------------- | --------------- | ---------------------------------------------------------------------------------------------- | ------------ |
| Jardin d'Orsay                | Limoges | 1,8             | XVIIIe siècle   |                                                                                                | }}}          |
| Jardin de l'Évêché de Limoges | Limoges | 5               | 1911            | jardin botanique, jardin historique, jardin à la française, jardin écologique, jardin à thèmes | }}}          |
| Champ de Juillet              | Limoges | 2,7             | 1859            |                                                                                                | }}}          |
| Parc Victor-Thuillat          | Limoges | 3,5             | fin XIXe siècle | 750 espèces de plantes vivaces, 62 espèces d'arbres, dont un cyprès chauve de Louisiane        | }}}          |

## Lorraine
Jardin remarquable -  Inscrit MH (Monument historique)

### Meurthe-et-Moselle
| Jardin                                    | Commune             | Superficie (ha) | Date          | Style, remarques                                                                                  | Illustration    |
| ----------------------------------------- | ------------------- | --------------- | ------------- | ------------------------------------------------------------------------------------------------- | --------------- |
| Parc Michaut                              | Baccarat            |                 |               |                                                                                                   | Image manquante |
| Jardin d’eau de l’Aubepré                 | Gélaucourt          | 1               |               |                                                                                                   | Image manquante |
| Jardin et parc des Bosquets               | Lunéville           | 21              | 1711-1724     | aménagement : Yves de Hours et Louis de Nesle                                                     | }}}             |
| Jardin de l'abbé                          | Lunéville           | 0,6             | XVIIIe siècle | jardin monastique : rosiers arbustifs plantes aromatiques, médicinales, ornementales et potagères | Image manquante |
| Parc de la Pépinière                      | Nancy               | 21,7            | 1765          | roseraie, aires de jeux, fontaine et zoo                                                          | }}}             |
| Jardin Alexandre-Godron                   | Nancy               |                 | 1758          |                                                                                                   | }}}             |
| Parc Sainte-Marie                         | Nancy               | 7,5             | 1808          |                                                                                                   | }}}             |
| Parc Blondlot                             | Nancy               | 0,5             | 1933          |                                                                                                   | }}}             |
| Parc Olry                                 | Nancy               | 4,5             | 1924          |                                                                                                   | }}}             |
| Parc Charles-III                          | Nancy               | 1,8             |               |                                                                                                   | }}}             |
| Jardin du musée de l'École de Nancy       | Nancy               |                 |               |                                                                                                   | }}}             |
| Jardin du Palais du gouvernement de Nancy | Nancy               |                 |               |                                                                                                   | }}}             |
| Jardin d'Eau                              | Nancy               |                 |               |                                                                                                   | Image manquante |
| Jardins du Belvédère                      | Nancy               |                 |               |                                                                                                   | Image manquante |
| Jardin Paul-Verlaine                      | Nancy               |                 |               |                                                                                                   | Image manquante |
| Parc de la Cure d'Air                     | Nancy               |                 |               |                                                                                                   | Image manquante |
| Parc de l'hôtel de ville                  | Toul                |                 | XVIIIe siècle |                                                                                                   | }}}             |
| Parc Richard-Pouille                      | Vandœuvre-lès-Nancy | 16              | 1976          |                                                                                                   | }}}             |
| Jardin botanique Jean-Marie Pelt          | Villers-les-Nancy   | 35              | 1975          |                                                                                                   | }}}             |
| Parc de Remicourt                         | Villers-lès-Nancy   |                 |               |                                                                                                   | Image manquante |
| Parc de Brabois                           | Villers-lès-Nancy   |                 |               |                                                                                                   | }}}             |
| Parc Madame de Graffigny                  | Villers-lès-Nancy   |                 |               |                                                                                                   | Image manquante |

### Meuse
| Jardin                            | Commune          | Superficie (ha) | Date        | Style, remarques      | Illustration    |
| --------------------------------- | ---------------- | --------------- | ----------- | --------------------- | --------------- |
| Jardin du château des ducs de Bar | Bar-le-Duc       |                 |             | jardin à la française | }}}             |
| Parc du château de Marbeaumont    | Bar-le-Duc       |                 |             |                       | Image manquante |
| Parc de l'hôtel de ville          | Bar-le-Duc       | 2               | 1805        | jardin à l'anglaise   | }}}             |
| Parc des Luxembourg               | Ligny-en-Barrois | 6,5             | 1794        |                       | }}}             |
| Parc municipal Japiot             | Verdun           |                 | 1909 - 1962 |                       | Image manquante |

### Moselle
| Jardin                         | Commune       | Superficie (ha) | Date | Style, remarques                                               | Illustration    |
| ------------------------------ | ------------- | --------------- | ---- | -------------------------------------------------------------- | --------------- |
| Jardins fruitiers de Laquenexy | Laquenexy     | 15              | 1904 | plus de 1 000 variétés de plantes fruitières                   | Image manquante |
| Jardin botanique de Metz       | Metz          | 4,4             | 1866 |                                                                | }}}             |
| Esplanade de Metz              | Metz          |                 |      |                                                                | }}}             |
| Parc de Belle Croix            | Metz          |                 |      |                                                                | Image manquante |
| Parc de la Seille              | Metz          |                 |      |                                                                | Image manquante |
| Plan d'eau de Metz             | Metz          |                 |      |                                                                | Image manquante |
| Jardin des Faïenciers          | Sarreguemines | 2               | 2009 | glycines japonaises, cerisiers pleureurs, rhubarbes palmées... | Image manquante |
| Parc municipal                 | Sarreguemines |                 |      |                                                                | Image manquante |
| Parc Napoléon                  | Thionville    | 3,9             |      | jardin à la française                                          | Image manquante |
| Aéroparc d'Yutz                | Yutz          | 43              | 2013 |                                                                | Image manquante |

### Vosges
| Jardin                             | Commune              | Superficie (ha) | Date | Style, remarques | Illustration    |
| ---------------------------------- | -------------------- | --------------- | ---- | ---------------- | --------------- |
| Grand parc thermal                 | Bains-les-Bains      | 10              |      |                  | }}}             |
| Parc du Château                    | Épinal               | 23              |      |                  | }}}             |
| Parc du Cours                      | Épinal               | 3,8             |      |                  | }}}             |
| Roseraie de la maison romaine      | Épinal               |                 |      |                  | }}}             |
| Jardin de Berchigranges            | Granges-sur-Vologne  |                 |      |                  | }}}             |
| Parc impérial                      | Plombières-les-Bains |                 |      |                  | Image manquante |
| Jardins en terrasse                | Plombières-les-Bains |                 |      |                  | Image manquante |
| Les Jardins de la Terre            | Vittel               |                 |      |                  | Image manquante |
| Parc thermal                       | Vittel               |                 |      |                  | }}}             |
| Jardin d'altitude du Haut-Chitelet | Xonrupt-Longemer     | 1,5             | 1970 | Jardin botanique | }}}             |

## Midi-Pyrénées
Jardin remarquable -  Inscrit MH (Monument historique)

### Ariège
| Jardin             | Commune | Superficie (ha) | Date      | Style, remarques | Illustration    |
| ------------------ | ------- | --------------- | --------- | ---------------- | --------------- |
| Jardin public      | Foix    |                 |           |                  | }}}             |
| Parc de Bouychères | Foix    |                 | 2011-2014 |                  | }}}             |
| Parc municipal     | Pamiers |                 |           |                  | Image manquante |

### Aveyron
| Jardin                   | Commune | Superficie (ha) | Date      | Style, remarques | Illustration    |
| ------------------------ | ------- | --------------- | --------- | --- | --------------- |
| Parc de la Victoire      | Millau  |                 | 1917-1919 | | Image manquante |
| Jardin des Causses       | Millau  | 0,65            | 1998      | jardin reproduisant quelques paysages des Causses: forêt calcicole, pelouse sèche du Causse, pelouse méditerranéenne, pelouse rocailleuse, milieu dolomitique et plantes des moissons. 200 espèces présentes (collection de sauges). | Image manquante |
| Jardin public du Foirail | Rodez   |                 |           | | }}}             |

### Haute-Garonne
| Jardin                                                              | Commune  | Superficie (ha) | Date | Style, remarques    | Illustration    |
| ------------------------------------------------------------------- | -------- | --------------- | ---- | ------------------- | --------------- |
| Jardin d'En Galinou Jardin remarquable (2015)                       | Caraman  | 0,8             | 1986 | Jardin contemporain | }}}             |
| Parc et labyrinthe du château de Merville Jardin remarquable (2004) | Merville |                 |      |                     | Image manquante |
| Jardin du Grand Rond Jardin remarquable (2015)                      | Toulouse | 3,3             | 1752 |                     | }}}             |
| Jardin Royal Jardin remarquable (2015)                              | Toulouse | 1,7             | 1754 |                     | }}}             |
| Jardin japonais Pierre-Baudis Jardin remarquable (2006)             | Toulouse | 0,6             | 1981 |                     | }}}             |
| Jardin des Plantes                                                  | Toulouse | 6,7             | 1794 | 1300 espèces        | }}}             |

### Gers
| Jardin           | Commune | Superficie (ha) | Date | Style, remarques | Illustration |
| ---------------- | ------- | --------------- | ---- | ---------------- | ------------ |
| Jardin Ortholan  | Auch    | 0,8             | 1936 |                  | }}}          |
| Parc du Couloumé | Auch    | 5               | 1990 | parc sylvestre   | }}}          |

### Lot
| Jardin             | Commune | Superficie (ha) | Date | Style, remarques | Illustration    |
| ------------------ | ------- | --------------- | ---- | --- | --------------- |
| Parc Tassart       | Cahors  |                 | 1906 | Sequoiadendron giganteum, Magnolia grandiflora d'Amérique, Magnolia soulangeana du Japon, Pinus pungens (pin de Chine à écorce de platane), Taxodium distichum (cyprès chauve de Louisiane) | Image manquante |
| Jardins secrets    | Cahors  |                 |      | jardin botanique, à la française, contemporain, mauresque | Image manquante |
| Jardin médiéval    | Figeac  |                 |      | | Image manquante |
| Jardin de la Butte | Goudon  |                 |      | | Image manquante |

### Hautes-Pyrénées
| Jardin                                        | Commune | Superficie (ha) | Date                  | Style, remarques | Illustration    |
| --------------------------------------------- | ------- | --------------- | --------------------- | --- | --------------- |
| Jardin botanique du musée pyrénéen de Lourdes | Lourdes | 0,1             |                       | plantes de rocailles, cascade artificielle, jardin en terrasses avec bonsaïs, plantes vivaces et plantes d'été annuelles | }}}             |
| Jardin Massey · Inscrit MH (1992)             | Tarbes  | 11,5            | 1853                  | | }}}             |
| Parc Paul-Chastellain                         | Tarbes  | 2,3             | milieu du XIXe siècle | | }}}             |
| Parc Bel-Air                                  | Tarbes  | 3,5             | 1860                  | | }}}             |
| Parc Raymond-Erraçarret                       | Tarbes  | 7               | 2000                  | | Image manquante |

### Tarn
| Jardin                                                                     | Commune | Superficie (ha) | Date         | Style, remarques             | Illustration    |
| -------------------------------------------------------------------------- | ------- | --------------- | ------------ | ---------------------------- | --------------- |
| Jardins du Palais de la Berbie                                             | Albi    |                 | XVIIe siècle | jardin à la française        | }}}             |
| Parc Rochegude                                                             | Albi    | 4               | 1885         |                              | }}}             |
| Square Lapérouse                                                           | Albi    |                 |              |                              | }}}             |
| Jardin national                                                            | Albi    |                 |              | jardin à la française arboré | Image manquante |
| Parc du Pré Grand                                                          | Carmaux |                 | 1924 - 1977  |                              | Image manquante |
| Parc de la Verrerie                                                        | Carmaux |                 |              |                              | }}}             |
| Parc du Candou                                                             | Carmaux |                 | 1927         |                              | Image manquante |
| Parc Jean-Jaurès                                                           | Carmaux |                 | 1933         |                              | Image manquante |
| Jardin de l'Évêché de Castres Classé MH (1995) · Jardin remarquable (2004) | Castres | 1               | 1696         | jardin à la française        | }}}             |
| Jardin du Mail                                                             | Castres |                 | 1893         |                              | }}}             |
| Jardin Frascaty                                                            | Castres | 0,5             | 1865         |                              | }}}             |
| Parc Briguiboul                                                            | Castres |                 |              | cèdres du Liban              | Image manquante |
| Parc de Gourjade et site de la Borde Basse                                 | Castres | 53              |              | cèdres du Liban              | Image manquante |

### Tarn-et-Garonne
| Jardin                                             | Commune        | Superficie (ha) | Date | Style, remarques | Illustration    |
| -------------------------------------------------- | -------------- | --------------- | ---- | ---------------- | --------------- |
| Parc de Clairefont                                 | Castelsarrasin | 7               |      |                  | Image manquante |
| Jardin des plantes de Montauban                    | Montauban      | 3               | 1849 |                  | Image manquante |
| Jardin des simples du cloître du temple des carmes | Montauban      |                 |      |                  | Image manquante |

## Nord-Pas-de-Calais
Jardin remarquable -  Inscrit MH (Monument historique)

### Nord
| Jardin                                                                            | Commune                                                     | Superficie (ha) | Date        | Style, remarques                                                      | Illustration    |
| --------------------------------------------------------------------------------- | ----------------------------------------------------------- | --------------- | ----------- | --------------------------------------------------------------------- | --------------- |
| Jardin public                                                                     | Cambrai                                                     |                 |             |                                                                       | }}}             |
| Jardin public                                                                     | Cassel                                                      |                 |             |                                                                       | }}}             |
| Parc de la Marine                                                                 | Dunkerque                                                   |                 |             |                                                                       | Image manquante |
| Parc du château Coquelle                                                          | Dunkerque                                                   |                 |             |                                                                       | }}}             |
| Parc Malo                                                                         | Dunkerque                                                   |                 |             |                                                                       | }}}             |
| Parc des sculptures                                                               | Dunkerque                                                   |                 |             |                                                                       | }}}             |
| Parc Ziegler                                                                      | Dunkerque                                                   |                 |             |                                                                       | }}}             |
| Parc départemental du Val-Joly                                                    | Eppe-Sauvage et communes voisines                           |                 |             |                                                                       | }}}             |
| Mosaïc (le jardin des cultures)                                                   | Houplin-Ancoisne                                            | 33              | 2003        | jardin botanique et contemporain                                      | }}}             |
| Jardin des plantes de Lille                                                       | Lille                                                       |                 |             |                                                                       | }}}             |
| jardin Vauban de la citadelle de Lille                                            | Lille                                                       |                 | XIXe siècle | bois de Boulogne, champ de Mars, canal de la Deûle                    | }}}             |
| Parc Matisse                                                                      | Lille                                                       | 8               | 1996        | conçu par Gilles Clément                                              | }}}             |
| Parc Naturel Urbain                                                               | Lomme                                                       | 30              |             | ancien parc à thème Lillom                                            | Image manquante |
| Parc Barbieux                                                                     | Roubaix                                                     | 34              | 1905        | jardin à l'anglaise                                                   | }}}             |
| Parc Marguerite-Yourcenar (Mont Noir)                                             | Saint-Jans-Cappel                                           |                 |             |                                                                       | }}}             |
| Jardin botanique                                                                  | Tourcoing                                                   |                 | 1919        | jardin à l'anglaise, jardin à la française, jardin d'Amérique du Nord | }}}             |
| Parc de la Rhonelle                                                               | Valenciennes                                                |                 | 1904        | architecte : Henri Martinet - jardin à l'anglaise et rocailles        | Image manquante |
| Parc de la citadelle                                                              | Valenciennes                                                |                 |             |                                                                       | Image manquante |
| Parc urbain de Villeneuve-d'Ascq · Inscrit MH (Monument historique), en 2003      | Villeneuve-d'Ascq                                           | 45              |             | Paysagiste Jean Challet.                                              | }}}             |
| Parc du Héron                                                                     | Villeneuve-d'Ascq                                           | 110             |             | Réserve naturelle régionale, 120 000 arbres et arbustes régionaux     | }}}             |
| Parc de la Deûle Prix du paysage 2006 Prix du Paysage du Conseil de l'Europe 2009 | Wavrin, Santes, Seclin, Haubourdin, Houplin-Ancoisne et Don | 350             |             | 60 000 arbres et arbustes régionaux                                   | }}}             |

### Pas-de-Calais
| Jardin                           | Commune          | Superficie (ha) | Date                   | Style, remarques                                                                                   | Illustration    |
| -------------------------------- | ---------------- | --------------- | ---------------------- | -------------------------------------------------------------------------------------------------- | --------------- |
| Jardin Minelle                   | Arras            |                 |                        | | Image manquante |
| Jardin de la Légion d'honneur    | Arras            |                 |                        | | }}}             |
| Le Riez Saint-Sauveur            | Arras            |                 |                        | | Image manquante |
| Les Grandes Prairies             | Arras            |                 |                        | | Image manquante |
| Jardin du Gouverneur             | Arras            |                 |                        | | Image manquante |
| Parc de la Glissoire             | Avion et Lens    |                 |                        | | }}}             |
| Jardins public                   | Béthune          |                 | XIXe siècle            | | }}}             |
| Jardins du Théâtre               | Béthune          |                 |                        | | Image manquante |
| Parc Beuvry                      | Béthune          |                 |                        | | Image manquante |
| Parc du Perroy                   | Béthune          |                 |                        | | Image manquante |
| Parc Jean-Jacques Rousseau       | Béthune          |                 |                        | | Image manquante |
| Parc de la Loisne                | Béthune          |                 | XIXe siècle            | | Image manquante |
| Parc des Terrasses de la Rotonde | Béthune          |                 |                        | | Image manquante |
| Jardins de Nausicaa              | Boulogne-sur-Mer |                 |                        | | Image manquante |
| Square Mariette-Pacha            | Boulogne-sur-Mer | .               | .                      | remparts de la ville haute                                                                         | }}}             |
| Jardin Bucciali                  | Boulogne-sur-Mer |                 |                        | | Image manquante |
| Parc Saint Pierre                | Calais           |                 | 1863                   | Fontaine des Trois Grâces, « Le crépuscule » du sculpteur Mougin (1954), monument aux morts (1904) | Image manquante |
| Parc Richelieu                   | Calais           |                 | 1862, réaménagent 1956 | monument aux morts (œuvre d'Yves de Coëtlogon)                                                     | Image manquante |
| Jardin public                    | Saint-Omer       |                 |                        | | Image manquante |

## Normandie
Jardin remarquable -  Inscrit MH (Monument historique)

### Calvados
| Jardin                                                              | Commune            | Superficie (ha) | Date                 | Style, remarques                                                                          | Illustration    |
| ------------------------------------------------------------------- | ------------------ | --------------- | -------------------- | ----------------------------------------------------------------------------------------- | --------------- |
| Jardin public de Bayeux · Inscrit MH (2008)                         | Bayeux             | 2,6             | 1864                 | Roseraie, labyrinthe végétal                                                              | }}}             |
| Domaine des Enclos · (Parc Calouste Gulbenkian) · Inscrit MH (2008) | Benerville-sur-Mer | 30              | 1937                 | épicéa de Sibérie, cèdre bleu, cèdre du Liban, cèdre de l'Himalaya, noyer noir d'Amérique | Image manquante |
| Colline aux Oiseaux                                                 | Caen               | 17              | 1994                 | Roseraie, labyrinthe végétal                                                              | }}}             |
| Jardin des plantes de Caen                                          | Caen               | 3,6             | 1736                 | Jardin botanique de 8 000 espèces                                                         | }}}             |
| Parc Michel d'Ornano                                                | Caen               | 6               | 1992 - XVIIIe siècle | Jardin à la française                                                                     | }}}             |
| Prairie de Caen                                                     | Caen               | 60              | 1027 - Moyen Âge     | Espace naturel, réserve ornithologique                                                    | }}}             |
| Jardin archéologique de l'hôpital de Lisieux                        | Lisieux            |                 |                      | vestiges archéologiques gallo-romains                                                     | }}}             |
| Parc de la mairie                                                   | Luc-sur-Mer        | 2               |                      | jardin à l'anglaise                                                                       | }}}             |

### Eure
| Jardin                                      | Commune  | Superficie (ha) | Date | Style, remarques         | Illustration    |
| ------------------------------------------- | -------- | --------------- | ---- | ------------------------ | --------------- |
| Parc François-Mitterrand (Jardin botanique) | Évreux   |                 |      |                          | Image manquante |
| Parc de Trangis                             | Évreux   |                 |      |                          | Image manquante |
| Jardin public Aristide-Briand               | Louviers |                 | 1927 |                          | Image manquante |
| Jardin contemporain de Bigards              | Louviers |                 | 2003 | tulipiers de Virginie    | Image manquante |
| Jardins de la villa Calderón                | Louviers |                 | 2009 | prairie, « jardin noir » | }}}             |

### Seine-Maritime
| Jardin                                            | Commune                      | Superficie (ha) | Date | Style, remarques                      | Illustration    |
| ------------------------------------------------- | ---------------------------- | --------------- | ---- | ------------------------------------- | --------------- |
| Jardins suspendus                                 | Le Havre                     | 17              | 2008 |                                       | }}}             |
| Forêt de Montgeon                                 | Le Havre                     | 270             | 1971 |                                       | }}}             |
| Jardin des plantes de Rouen                       | Rouen                        | 8,5             | 1838 |                                       | }}}             |
| Jardin de l'Hôtel-de-Ville                        | Rouen                        | 2,6             |      |                                       | }}}             |
| Jardin Pasteur                                    | Rouen                        | 2,17            |      |                                       | Image manquante |
| Parc Antoine-de-Saint-Exupéry                     | Rouen                        | 7,8             |      |                                       | Image manquante |
| Parc Grammont                                     | Rouen                        | 2,5             | 2005 |                                       | }}}             |
| Square Marcel-Halbout                             | Rouen                        | 0,5             |      |                                       | }}}             |
| Square Verdrel                                    | Rouen                        | 0,9             |      |                                       | }}}             |
| Jardins de l'Abbaye Saint-Georges de Boscherville | Saint-Martin-de-Boscherville |                 |      | jardin à la française du XVIIe siècle | }}}             |
| Champ des Bruyères                                | Sotteville-lès-Rouen         | 28              | 2019 | reconversion d'un hippodrome          | Image manquante |

### Manche
| Jardin                                        | Commune                                      | Superficie (ha) | Date       | Style, remarques | Illustration    |
| --------------------------------------------- | -------------------------------------------- | --------------- | ---------- | --- | --------------- |
| Jardin public de Cherbourg                    | Cherbourg-en-Cotentin                        | 1,7             | 1887       | Jardin paysager | }}}             |
| Parc Emmanuel-Liais                           | Cherbourg-en-Cotentin                        | 1               | 1872       | plan d’eau contenant nénuphars et autres plantes aquatiques et deux serres abritant des plantes rares, dont une collection riche de plantes d’Amérique du Sud | }}}             |
| Jardin Montebello                             | Cherbourg-en-Cotentin                        | 1               | 1885       | jardin botanique | Image manquante |
| Parc du château des Ravalet                   | Cherbourg-en-Cotentin                        | 12              | 1872       | jardin à l'anglaise - bananiers, cactus et lianes; cygnes noirs, oiseaux rares, cascade artificielle créée en 1921                                            | }}}             |
| Jardin des plantes · Inscrit MH (1992)        | Coutances                                    | 1,7             | 1852       | Jardin paysager | Image manquante |
| Parc médiéval de l'évêque · Inscrit MH (1988) | Coutances, Saint-Pierre-de-Coutances, Courcy | 30              | XIe siècle | | Image manquante |
| Parc urbain de Boisjugan                      | Saint-Lô                                     | 12              |            | | Image manquante |
| Parc du Haras de Saint-Lô · Inscrit MH (1993) | Saint-Lô                                     |                 |            | | Image manquante |
| îles de la Vire                               | Saint-Lô                                     |                 |            | arboretum | Image manquante |
| Plage verte                                   | Saint-Lô                                     |                 | 2001       | | }}}             |

### Orne
| Jardin                             | Commune            | Superficie (ha) | Date | Style, remarques                | Illustration    |
| ---------------------------------- | ------------------ | --------------- | ---- | ------------------------------- | --------------- |
| Parc des Promenades                | Alençon            | 4               | 1783 | Jardin à la française, roseraie | }}}             |
| Arboretum Koutiala                 | Alençon            | 5               | 1997 | Arboretum, chênaie              | }}}             |
| Jardin public de la Forêt normande | Argentan           | 3               | 1956 |                                 | }}}             |
| Parc des Rédemptoristes            | Argentan           |                 |      |                                 | Image manquante |
| Parc de la Vallée d'Auge           | Argentan           | 1               |      |                                 | Image manquante |
| Parc des Peintres                  | Argentan           |                 | 2000 |                                 | Image manquante |
| Parc des Dentelles                 | Argentan           |                 |      |                                 | Image manquante |
| Parc du Château                    | Bagnoles-de-l'Orne |                 |      |                                 | }}}             |
| Jardin des thermes                 | Bagnoles-de-l'Orne |                 |      |                                 | }}}             |
| Jardin du lac                      | Bagnoles-de-l'Orne |                 |      |                                 | }}}             |
| Parc du château                    | Flers              |                 |      |                                 | }}}             |

## Pays de la Loire
Jardin remarquable -  Inscrit MH (Monument historique)

### Loire-Atlantique
| Jardin                       | Commune | Superficie (ha) | Date        | Style, remarques                                                                                            | Illustration |
| ---------------------------- | ------- | --------------- | ----------- | --- | ------------ |
| Parc du Grand-Blottereau     | Nantes  | 19              |             | Jardin à la française, rocaille méditerranéenne, bayou américain, bananeraie, jardin coréen, jardin naturel | }}}          |
| Jardin des plantes de Nantes | Nantes  | 7,3             | XIXe siècle | Jardin botanique, Jardin à l'anglaise                                                                       | }}}          |
| Île de Versailles            | Nantes  | 1,7             | 1986        | Jardin japonais                                                                                             | }}}          |
| Parc de Procé                | Nantes  | 12              | 1886        | Jardin à l'anglaise                                                                                         | }}}          |

### Maine-et-Loire
| Jardin                      | Commune    | Superficie (ha) | Date | Style, remarques            | Illustration |
| --------------------------- | ---------- | --------------- | ---- | --------------------------- | ------------ |
| Arboretum Gaston-Allard     | Angers     |                 | 1863 | Jardin botanique, Arboretum | }}}          |
| Jardin des plantes d'Angers | Angers     | 4               | 1740 | Jardin botanique            | }}}          |
| Parc oriental de Maulévrier | Maulévrier | 29              | 1913 | arboretum, jardin japonais  | }}}          |

### Mayenne
| Jardin               | Commune | Superficie (ha) | Date        | Style, remarques                                                                            | Illustration |
| -------------------- | ------- | --------------- | ----------- | ------------------------------------------------------------------------------------------- | ------------ |
| Jardin de la Perrine | Laval   | 4,5             | 1865        | jardin à la française, jardin à l'anglaise, roseraie, orangerie, tombe du Douanier Rousseau | }}}          |
| Square de Boston     | Laval   |                 | années 1860 |                                                                                             | }}}          |

### Sarthe
| Jardin                     | Commune | Superficie (ha) | Date          | Style, remarques                          | Illustration |
| -------------------------- | ------- | --------------- | ------------- | ----------------------------------------- | ------------ |
| Île aux Planches           | Le Mans |                 | 2008          |                                           | }}}          |
| Jardin des plantes du Mans | Le Mans | 8               | 1855          | Jardin botanique, Roseraie                | }}}          |
| Parc de la Préfecture      | Le Mans | 10              | XVIIIe siècle | Jardin à la française                     | }}}          |
| Parc Théodore Monod        | Le Mans | 2,1             | 1999          | Jardin botanique et Jardin à la française | }}}          |
| Quinconces des Jacobins    | Le Mans |                 | 1792          | Jardin à la française, jardin romantique  | }}}          |

### Vendée
| Jardin                    | Commune          | Superficie (ha) | Date        | Style, remarques                                                                       | Illustration    |
| ------------------------- | ---------------- | --------------- | ----------- | -------------------------------------------------------------------------------------- | --------------- |
| Jardin Dumaine            | Luçon            | 4,5             | XIXe siècle | Jardin romantique, grande pelouse, lac, grotte, fontaine, orangerie, kiosque à musique | }}}             |
| Jardin de la mairie       | La Roche-sur-Yon | 0,35            |             |                                                                                        | Image manquante |
| Parc urbain des Oudairies | La Roche-sur-Yon |                 |             |                                                                                        | Image manquante |

## Picardie
Jardin remarquable -  Inscrit MH (Monument historique)

### Aisne
| Jardin                                                        | Commune       | Superficie (ha) | Date                  | Style, remarques | Illustration    |
| ------------------------------------------------------------- | ------------- | --------------- | --------------------- | --- | --------------- |
| Les Jardins du Nouveau Monde (Parc du Château de Blérancourt) | Blérancourt   | 4               | XXIe siècle           | jardin à la française, sélection de fleurs et d'arbustes originaires du continent américain; cinq jardins (printemps, été, automne, arboretum)                      | }}}             |
| Parc des Promenades                                           | Chauny        | 6               |                       | | Image manquante |
| Parc paysager du centre ville                                 | Chauny        | 1,5             |                       | | Image manquante |
| Parc de la Garenne                                            | Chauny        | 3               |                       | | Image manquante |
| Jardin d'agrément du Familistère · Inscrit MH                 | Guise         | 1,2             | 1865                  | jardin à l'anglaise, potager, verger, jardin d'agrément, fontaines, statues, pavillon rustique, mausolée de Jean-Baptiste André Godin et de son épouse Marie Moret. | Image manquante |
| Jardin de la Presqu'île                                       | Guise         | 10              | 2004                  | reconstitution du bocage thiérachien : alternances de prairies, buissons et taillis; couloir de lagunage.                                                           | Image manquante |
| Square Saint-Nazaire                                          | Hirson        |                 |                       | jardin à l'anglaise | }}}             |
| Parc des Champs-Élysées                                       | Saint-Quentin | 11              | milieu du XIXe siècle | jardin à l'anglaise, statues, arbres remarquables, plantes vivaces, kiosque                                                                                         | Image manquante |
| Parc d'Isle                                                   | Saint-Quentin |                 |                       | jardin des plantes aromatiques et médicinale, centre de sauvegarde de la faune sauvage, espaces de loisirs                                                          | Image manquante |
| Parc du Château de Septmonts                                  | Septmonts     | 4,5             | 1999                  | parc paysager, arboretum, verger conservatoire de pommiers, roseraie.                                                                                               | }}}             |
| Jardin d'horticulture                                         | Soissons      |                 | 1865                  | | Image manquante |
| Parc Saint-Crépin                                             | Soissons      |                 | 1921-1923             | | Image manquante |

### Oise
| Jardin                                        | Commune          | Superficie (ha) | Date                        | Style, remarques                                                                                     | Illustration    |
| --------------------------------------------- | ---------------- | --------------- | --------------------------- | --- | --------------- |
| Square du Mont-Capron                         | Beauvais         |                 |                             | Théâtre de verdure                                                                                   | Image manquante |
| Parc Marcel Dassault                          | Beauvais         | ~ 20            | années 1960                 | jardin de roses, jardin sec, jardin de terre de bruyère, jardin à l'anglaise, prairie, verger, ferme | Image manquante |
| Maladrerie Saint-Lazare de Beauvais           | Beauvais         | 0,3             | 2009                        | jardin d'inspiration médiévale                                                                       | }}}             |
| Parc du Château de Chantilly                  | Chantilly        | 115             | XVIIe, XVIIIe, XIXe siècles | jardin dessiné par André Le Nôtre : jardin à la française, jardin anglo-chinois, jardin anglais      | }}}             |
| Parc du Château de Compiègne Classé MH (1994) | Compiègne        |                 | XVIIIe XIXe siècles         | kiosque, pavillon de jardin, maison rustique, orangerie, serre, glacière, tonnelle longue d'1 200 m  | }}}             |
| île Saint- Maurice                            | Creil            | 4,3             | XXe -XXIe siècles           | | }}}             |
| Parc Jean-Jacques-Rousseau                    | Ermenonville     | 50              | 1765-1776                   | Fabriques, étang, paysage                                                                            | }}}             |
| Jardins et parc de l'Abbaye de Chaalis        | Fontaine-Chaalis | 29              | XVIIIe siècle               | roseraie                                                                                             | }}}             |
| Parc urbain du Prieuré                        | Montataire       | 30              |                             | plan d'eau                                                                                           | Image manquante |
| Parc Hébert                                   | Nogent-sur-Oise  | 5               |                             | marronniers, platanes, hêtres, chênes, taxodium                                                      | Image manquante |

### Somme
| Jardin                                   | Commune                   | Superficie (ha)      | Date                                                              | Style, remarques | Illustration    |
| ---------------------------------------- | ------------------------- | -------------------- | ----------------------------------------------------------------- | --- | --------------- |
| Parc d'Emonville                         | Abbeville                 | 2                    | XIXe siècle                                                       | jardin à l'anglaise, bassins, statues, arbres remarquables, plantes vivaces                                                                                                   | }}}             |
| Parc municipal de La Bouvaque            | Abbeville                 | 60                   | fin XXe siècle                                                    | parc semi sauvage, étangs, arbres, plantes et oiseaux aquatiques | }}}             |
| Jardin public d'Albert Inscrit MH (2009) | Albert                    |                      | milieu XIXe siècle réaménagement 1930                             | jardin à l'anglaise, pelouse arborée, arborétum, plantes vivaces, cascade, serpentine, kiosque à musique...                                                                   | }}}             |
| Étangs du Vélodrome                      | Albert                    | 24 (dont 7 protégés) | début XXe siècle réaménagement 2011-2013                          | parc semi-sauvage, étangs arborés, espace « naturel » protégé | }}}             |
| Jardin des plantes d'Amiens              | Amiens                    | 1                    | 1751                                                              | Jardin botanique, rocaille alpine,roseraie, plantes tinctoriales | }}}             |
| Parc de la Hotoie                        | Amiens                    | 19                   | XVIIe siècle                                                      | pelouse, bosquets, plan d'eau, kiosque à musique | }}}             |
| Parc de l'Evéché d'Amiens                | Amiens                    | 1                    | XIXe siècle 1991                                                  | jardin à l'anglaise, pelouse arborée, plantes vivaces | }}}             |
| Square Saint-Denis                       | Amiens                    | 0,5                  | XIXe siècle                                                       | jardin à l'anglaise, pelouse arborée, plantes vivaces, statue, monument commémoratif de la Résistance                                                                         | }}}             |
| Parc Jean-Rostand                        | Amiens                    | 1,4                  | XIXe siècle ouverture au public 1977                              | jardin à l'anglaise, pelouse arborée avec bosquets, ifs | }}}             |
| Jardin archéologique de Saint-Acheul     | Amiens                    | 2                    | 1998                                                              | coupe géologique renfermant des silex taillés acheuléens | }}}             |
| Parc Saint-Pierre Prix du paysage (2005) | Amiens                    | 22                   | 1995                                                              | jardin contemporain, nymphéas, miroirs d'eau Prix de l'aménagement urbain catégorie Parcs et jardins (1994) -                                                                 | }}}             |
| Bois Bonvallet                           | Amiens                    | 4,5                  | ouverture au public 1999                                          | parc arboré, plantes vivaces, étangs, canaux, fabriques | }}}             |
| Parc du château de Montières             | Amiens                    | ~ 5                  | XVIIIe siècle-XIXe siècles ouverture au public fin du XXe siècle. | arbres remarquables : cyprès chauve, cyprès de Louisiane, savonnier... | }}}             |
| Parc du Grand Marais d'Amiens            | Amiens                    | 26                   | 2003                                                              | Jardin contemporain, pelouse arborée, jeux d'eau (proximité avec le Parc de Montières)                                                                                        | }}}             |
| Jardins de Valloires                     | Argoules                  | 8                    | 1986                                                              | Fruticetum, Roseraie, Jardin remarquable, Jardin botanique, Arboretum aménagés par Gilles Clément                                                                             | }}}             |
| Parc de Samara                           | La Chaussée-Tirancourt    | 100                  | 1988                                                              | Jardin botanique, Arboretum, Marais, Tourbière, Opidum, reconstitution d'habitats préhistoriques (Néolithique, Âge du bronze, Âge du fer), d'habitat et d'ateliers gaulois... | }}}             |
| Parc de la mairie                        | Corbie                    | ~0,7                 | XIXe siècle, réaménagement 2013                                   | Jardin à l'anglaise, kiosque à musique, tilleuls, résineux, parterre de fleurs, jeux pour enfants...                                                                          | Image manquante |
| Parc Delicourt de Ham                    | Ham                       | ~1                   | 1908                                                              | Jardin à l'anglaise avec pièce d'eau, ponts, pelouse arborée, petit kiosque...                                                                                                | }}}             |
| Jardin anglais                           | Montdidier                | ~ 1                  | 2005                                                              | kiosque à musique, parterre de fleurs, arbustes | }}}             |
| Promenade du prieuré                     | Montdidier                | 0,5                  | années 1930                                                       | Six rangées de marronniers et table d'orientation | }}}             |
| Parc du Cam                              | Péronne                   | ~ 8                  | 1920                                                              | espace arboré constitué autour d'un étang et Le Sixième Continent, aménagement d'une île artificielle par Gilles Clément, dans le cadre du centenaire de la Grande Guerre     | }}}             |
| Parc Demouy                              | Roye                      | 1                    | 1996                                                              | | }}}             |
| Parc de l'abbaye de Saint-Riquier        | Saint-Riquier             | 4                    |                                                                   | arbres fruitiers (cerisiers, pommiers...), ruches | }}}             |
| Parc du Marquenterre                     | Saint-Quentin-en-Tourmont | 200                  | 1973                                                              | 300 espèces d'oiseaux migrateurs | }}}             |
| Herbarium des Remparts                   | Saint-Valery-sur-Somme    | 0,3                  | Fin XXe siècle                                                    | Jardin d'hôpital reconstitué et 6 biotopes régionaux | }}}             |

## Poitou-Charentes
Jardin remarquable -  Inscrit MH (Monument historique)

### Charente
| Jardin                                                            | Commune   | Superficie (ha) | Date               | Style, remarques                                                                                               | Illustration    |
| ----------------------------------------------------------------- | --------- | --------------- | ------------------ | --- | --------------- |
| Jardin vert                                                       | Angoulême | 4               | XIXe siècle        | Théâtre de verdure (1934), petit parc animalier, bassin, cascades, jardin de sculptures et de senteurs.        | Image manquante |
| Parc François Ier · Classé MH (1943)                              | Cognac    |                 | fin du XIXe siècle | Ancien parc du château natal du roi François Ier. Réalisation de l'architecte paysager : Edouard André.        | Image manquante |
| Jardin public de Cognac · (Pavillon gothique) · Inscrit MH (1944) | Cognac    | 7               | fin du XIXe siècle | jardin à l'anglaise, fabrique de jardin, orangerie, roseraie, plan d'eau et cascade.                           | }}}             |
| Parc floral Jean-Pierre Lanson                                    | Mansle    |                 | 1987               | arboretum (120 essences d’arbres et d’arbustes), collection de 400 fuchsias, cascade et rivière artificielles. | Image manquante |
| Jardin monastique de Tusson                                       | Tusson    |                 | 1995               | jardin des simples, verger, potager et jardin des senteurs                                                     | }}}             |

### Charente-Maritime
| Jardin                           | Commune           | Superficie (ha) | Date         | Style, remarques                                                                                | Illustration    |
| -------------------------------- | ----------------- | --------------- | ------------ | ----------------------------------------------------------------------------------------------- | --------------- |
| Jardin de la Marine              | Rochefort-sur-Mer | 40              | 1697 et 1738 |                                                                                                 | Image manquante |
| Jardins des Retours              | Rochefort-sur-Mer |                 |              |                                                                                                 | Image manquante |
| Parc Charruyer                   | La Rochelle       | 40              | 1890         |                                                                                                 | Image manquante |
| Parc Charles-Edouard Beltremieux | La Rochelle       | 4               | 1950         | parc animalier                                                                                  | Image manquante |
| Parc des Sources                 | La Rochelle       |                 | XIXe siècle  | Salix alba ’fragilis’ ou saule pleureur de 150 ans (classé arbre remarquable depuis juin 2015). | Image manquante |
| Jardin public Fernand Chapsal    | Saintes           | 3               | 1925         | jardin à la française et jardin à l'anglaise                                                    | }}}             |
| Parc Pierre Mendès-France        | Saintes           | 3               | 1925         |                                                                                                 | Image manquante |

### Deux-Sèvres
| Jardin              | Commune | Superficie (ha) | Date | Style, remarques | Illustration    |
| ------------------- | ------- | --------------- | ---- | ---------------- | --------------- |
| La Coulée Verte     | Niort   | 15              |      |                  | Image manquante |
| Jardin de la Brèche | Niort   | 4               | 2012 |                  | Image manquante |

### Vienne
| Jardin                                     | Commune       | Superficie (ha) | Date | Style, remarques                                                                 | Illustration    |
| ------------------------------------------ | ------------- | --------------- | ---- | -------------------------------------------------------------------------------- | --------------- |
| Jardin public                              | Châtellerault |                 |      |                                                                                  | Image manquante |
| Jardin botanique universitaire de Poitiers | Poitiers      | 33              | 1385 | jardin botanique                                                                 | Image manquante |
| Parc de Blossac                            | Poitiers      | 9,5             | 1770 | jardin à la française, jardin à l'anglaise, jardin rocaille, jardin contemporain | }}}             |
| Jardin des plantes de Poitiers             | Poitiers      | 1,5             | 1869 |                                                                                  | Image manquante |

## Provence-Alpes-Côte d'Azur
Jardin remarquable -  Inscrit MH (Monument historique) 

### Alpes-de-Haute-Provence
| Jardin                      | Commune | Superficie (ha) | Date | Style, remarques | Illustration |
| --------------------------- | ------- | --------------- | ---- | --- | ------------ |
| Jardins du Musée de Salagon | Mane    |                 |      | Le prieuré Notre-Dame de Salagon du XIIe siècle, classé monument historique, transformé en musée avec ses jardins : médiéval, des senteurs, moderne, des simples. Jardins ethnobotaniques | }}}          |

### Hautes-Alpes
| Jardin                              | Commune        | Superficie (ha) | Date | Style, remarques | Illustration    |
| ----------------------------------- | -------------- | --------------- | ---- | --- | --------------- |
| Domaine de Charance                 | Gap            | 0,9             | 2001 | Les différentes espèces végétales sont regroupées par terrasse. On y trouve des buis, du houx, des graminées et des daphnés. Toutes ces terrasses sont alimentées en eau par de nombreuses canaux, cascades et fontaines. | }}}             |
| Parc municipal de Bellevue          | Gap            |                 |      | pré-inventaire (jardins remarquables ; documentation préalable) | Image manquante |
| Parc municipal de la Pépinière      | Gap            |                 |      | pré-inventaire (jardins remarquables ; documentation préalable) | }}}             |
| Jardin botanique du col du Lautaret | Villar-d'Arêne |                 | 1899 | | }}}             |

### Alpes-Maritimes
| Jardin | Commune | Superficie (ha) | Date      | Style, remarques | Illustration    |
| --- | ------- | --------------- | --------- | --- | --------------- |
| Jardin botanique de la Villa Thuret | Antibes | 3,5             | 1857      | végétaux ligneux, herbier | Image manquante |
| Jardin exotique d'Èze | Èze     |                 | 1949      | végétaux ligneux, herbier | }}}             |
| Jardin d'agrumes du palais Carnolès | Menton  | 2               | 1725      | 137 variétés d'agrumes | }}}             |
| Serre de la Madone | Menton  | 9               |           | jardin botanique, jardin à l'anglaise | }}}             |
| Jardin Albert-Ier, successivement jardin Paradis, jardin des Plantes, jardin Masséna, jardin des Palmiers et en 1914, jardin Albert-Ier | Nice    | 1               | mai 1828  | La liste des arbres à planter est arrêtée en 1851 et comprend : soixante-dix marronniers, soixante ormes, quarante tilleuls, trente acacias, trente arbres de Judée, vingt-quatre mimosas, seize mûriers de Constantinople, quatorze caroubiers, quatorze frênes, douze pins parasols, dix platanes, cinq cerisiers, cinq yeuses et des érables. | }}}             |
| Jardin botanique de la ville de Nice | Nice    | 3               | 1983      | jardin botanique et zoologique | }}}             |
| Parc Phœnix | Nice    | 7               | 1990      | | Image manquante |
| Parc d'Estienne-d'Orves | Nice    | 15              | juin 2008 | Des oliviers dont un sans doute millénaire sont répartis sur restanques. | }}}             |
| Arboretum Marcel Kroenlein | Roure   | 12              | 1988      | | }}}             |

### Bouches-du-Rhône
| Jardin                                               | Commune         | Superficie (ha) | Date      | Style, remarques | Illustration |
| ---------------------------------------------------- | --------------- | --------------- | --------- | --- | ------------ |
| Parc Jourdan                                         | Aix-en-Provence | 4               | 1935      | Dans la partie basse, traitée dans le style classique des jardins à la française et la partie haute, aménagée en jardin romantique | }}}          |
| Hortus, jardin d'inspiration romaine                 | Arles           | 7               | 2010      | Jardin d'inspiration romaine, retraçant le plan du cirque romain d'Arles tout proche | }}}          |
| Jardin des Vestiges · Classé MH (1916, 1972)         | Marseille (1er) | 1               | 1977      | vestiges du port et des fortifications antiques | }}}          |
| Jardins du Palais Longchamp · Classé MH (1916, 1972) | Marseille (4e)  |                 | 1869      | bassins fontaines, colonnade etc. | }}}          |
| Parc Borély                                          | Marseille (8e)  | 17              | 1860-1880 | Le parc est constitué d'un vaste jardin anglais, d'un jardin à la française, d'une roseraie, du jardin botanique Édouard-Marie-Heckel, et d'un jardin traditionnel chinois offert par la ville de Shanghai. Plusieurs sculptures ornent le parc, dont L'Homme aux oiseaux de Jean-Michel Folon. | }}}          |
| Plages du Prado                                      | Marseille (8e)  | 26              | 1977      | | }}}          |
| Campagne Pastré                                      | Marseille (8e)  |                 |           | | }}}          |
| Parc de la Maison Blanche                            | Marseille (9e)  | 5               | 1840      | magnolias, séquoias, cèdres, ifs, platanes, liquidambars et un orme de Sibérie | }}}          |
| Jardin de la Magalone                                | Marseille (9e)  | 1               |           | Palmiers washingtonia, chênes chevelus | }}}          |
| Parc du 26e Centenaire                               | Marseille (10e) | 10              | 2001      | jardins thématiques (asiatique, africain, oriental, provençal), lac et belvédère | }}}          |

### Var
| Jardin                                        | Commune               | Superficie (ha) | Date | Style, remarques                                                             | Illustration    |
| --------------------------------------------- | --------------------- | --------------- | ---- | ---------------------------------------------------------------------------- | --------------- |
| Parc Gonzalez                                 | Bormes-les-Mimosas    | 0,3             | 2004 | Essences australiennes                                                       | }}}             |
| Parc Olbius-Riquier                           | Hyères                | 7               |      | essences exotiques rares: Howea forsteriana ou Araucaria araucana...         | }}}             |
| Parc Saint-Bernard                            | Hyères                | 1               |      | collections de glycines, cystes, romarins, pittosporum et plantes grimpantes | Image manquante |
| Jardin du Castel Sainte-Claire                | Hyères                | 0,65            |      | essences rares subtropicales d'Amérique du sud et d'Australie                | }}}             |
| Jardin de la Méditerranée du Domaine du Rayol | Rayol-Canadel-sur-Mer | 7               |      | aménagement : Gilles Clément                                                 | }}}             |
| Jardin Alexandre-Ier autrefois Jardin du Roy  | Toulon                | 1,6             | 1852 |                                                                              | }}}             |
| Jardin de Baudouvin                           | La Valette-du-Var     | 2,7             |      | jardin à la française, arbres fruitiers                                      | Image manquante |

### Vaucluse
| Jardin                                        | Commune | Superficie (ha) | Date | Style, remarques                                   | Illustration    |
| --------------------------------------------- | ------- | --------------- | ---- | -------------------------------------------------- | --------------- |
| Jardin du Rocher des Doms                     | Avignon |                 | 1863 | jardin à l'anglaise et jardin à la française.      | }}}             |
| Jardin conservatoire des plantes tinctoriales | Lauris  |                 |      | jardin blanc, 250 espèces de plantes tinctoriales, | Image manquante |

Liste des parcs et jardins de la région PACA, dans le cadre de l’opération « Parcs et jardins « Rendez-vous aux jardins » du 31 mai au 2 juin 2013 »

## Rhône-Alpes
Jardin remarquable -  Inscrit MH (Monument historique)

### Ain
| Jardin                | Commune         | Superficie (ha) | Date | Style, remarques       | Illustration |
| --------------------- | --------------- | --------------- | ---- | ---------------------- | ------------ |
| Parc de la Visitation | Bourg-en-Bresse |                 | 1863 |                        | }}}          |
| Jardin des Quinconces | Bourg-en-Bresse |                 |      | jardin à la française. | }}}          |
| Parc René Nicod       | Oyonnax         |                 |      |                        | }}}          |

### Ardèche
| Jardin                    | Commune        | Superficie (ha) | Date | Style, remarques                                                                               | Illustration    |
| ------------------------- | -------------- | --------------- | ---- | ---------------------------------------------------------------------------------------------- | --------------- |
| Parc de Déomas            | Annonay        | 13              |      |                                                                                                | Image manquante |
| Parc des Platanes         | Annonay        |                 |      |                                                                                                | Image manquante |
| Parc Saint-Exupéry        | Annonay        |                 |      | cèdres de l’Atlas, de l’Himalaya, cyprès de Lawson, sapin rouge de Californie                  | Image manquante |
| Parc Mignot               | Annonay        | 0,7             | 1943 | jardin à la française                                                                          | Image manquante |
| Arboretum du Bois Laville | Privas         |                 | 1994 |                                                                                                | Image manquante |
| Parc de Vals-les-Bains    | Vals-les-Bains | 3               | 1867 | Traversé par la rivière "La Volane", une source intermittente jaillissant toutes les 6 heures. | }}}             |

### Drôme
| Jardin                        | Commune          | Superficie (ha) | Date | Style, remarques                                | Illustration    |
| ----------------------------- | ---------------- | --------------- | ---- | ----------------------------------------------- | --------------- |
| Jardin des Herbes             | La Garde-Adhémar | 0,3             | 1990 | 300 espèces d'herbes médicinales et aromatiques | Image manquante |
| Jardin public                 | Montélimar       |                 |      |                                                 | Image manquante |
| Parc du Musée de la chaussure | Romans-sur-Isère |                 |      |                                                 | }}}             |
| Parc Jouvet                   | Valence          | 7,2             | 1905 |                                                 | }}}             |

### Isère
| Jardin                                          | Commune  | Superficie (ha) | Date               | Style, remarques                          | Illustration    |
| ----------------------------------------------- | -------- | --------------- | ------------------ | ----------------------------------------- | --------------- |
| Jardin de ville                                 | Grenoble |                 | 1622               |                                           | Image manquante |
| Jardin des plantes Joséphine Baker              | Grenoble | 1,7             | milieu XIXe siècle |                                           | Image manquante |
| Jardin des Dauphins                             | Grenoble |                 | 1969               |                                           | Image manquante |
| Parc des Champs Élysées (parc Bachelard)        | Grenoble |                 | 1969               |                                           | }}}             |
| Parc Paul-Mistral                               | Grenoble | 21              |                    |                                           | }}}             |
| Parc Albert-Michallon                           | Grenoble | 1,6             | 1964               | Jardin de sculptures monumentales         | }}}             |
| Parc de la Villeneuve (Parc Jean Verlhac)       | Grenoble | 14              | 1974               |                                           | Image manquante |
| Parc Georges-Pompidou                           | Grenoble | 6               | 1991               |                                           | Image manquante |
| Jardin des vallons et Parc Foch                 | Grenoble | 1,5             | 2010               |                                           | Image manquante |
| Champ de Mars et Jardin du 8 mai 1945 de Vienne | Vienne   |                 | 1791               | voie romaine, borne milliaire, sculptures | }}}             |
| Parc du Château de Vizille                      | Vizille  | 100             | 1910               |                                           | }}}             |

### Loire
| Jardin                               | Commune       | Superficie (ha) | Date | Style, remarques | Illustration    |
| ------------------------------------ | ------------- | --------------- | ---- | ---------------- | --------------- |
| Place des Promenades Populle         | Roanne        |                 |      |                  | Image manquante |
| Jardin du Musée d'Art et d'Industrie | Saint-Étienne | 2,2             | 1856 |                  | Image manquante |
| Parc de l'Europe                     | Saint-Étienne |                 | 1964 |                  | Image manquante |
| Parc forestier de la Perrotière      | Saint-Étienne | 17              |      |                  | Image manquante |

### Rhône
| Jardin                             | Commune                           | Superficie (ha) | Date      | Style, remarques                                                                       | Illustration    |
| ---------------------------------- | --------------------------------- | --------------- | --------- | -------------------------------------------------------------------------------------- | --------------- |
| Jardin des Chartreux               | Lyon (2e)                         | 1,03            | 1857      |                                                                                        | }}}             |
| Parc Bazin                         | Lyon (3e)                         | 3,1             | 1975      |                                                                                        | }}}             |
| Parc Chambovet                     | Lyon (3e)                         | 5,2             | 1998      |                                                                                        | Image manquante |
| Parc de la Cerisaie                | Lyon (4e)                         | 4,5             | 1998      |                                                                                        | }}}             |
| Jardin Rosa Mir · Classé MH (1987) | Lyon (4e)                         | 0,4             | 1958-1983 |                                                                                        | }}}             |
| Parc Francis-Popy                  | Lyon (4e)                         | 0,9             | 2005      |                                                                                        | }}}             |
| Jardin des Curiosités              | Lyon (5e)                         | 0,6             | 2000      |                                                                                        | }}}             |
| Parc des Hauteurs                  | Lyon (5e)                         |                 | 1993      |                                                                                        | }}}             |
| Parc de la Tête d'or               | Lyon (6e)                         | 117             | 1857      | paysagistes : Denis et Eugène Bühler et Gustave Bonnet (ingénieur) - parc à l'anglaise | }}}             |
| Parc Henry-Chabert                 | Lyon (7e)                         | 80              | 1996      |                                                                                        | }}}             |
| Parc Sergent Blandan               | Lyon (7e)                         | 17              | 2014      |                                                                                        | Image manquante |
| Parc des berges du Rhône           | Lyon (7e)                         | 2,2             |           |                                                                                        | Image manquante |
| Parc du Vallon                     | Lyon (9e)                         | 11              | 2014      |                                                                                        | Image manquante |
| Parc de Montpellas                 | Lyon (9e)                         | 1,5             | 1998      |                                                                                        | }}}             |
| Parc de Lacroix-Laval              | Marcy-l'Étoile                    | 115             | 1985      |                                                                                        | }}}             |
| Grand parc de Miribel-Jonage       | Vaulx-en-Velin et autres communes | 2 200           |           |                                                                                        | }}}             |
| Parc de Parilly                    | Venissieux et Bron                | 178             | 1965      |                                                                                        | }}}             |
| Parc de la Feyssine                | Villeurbanne                      | 55              | 2002      |                                                                                        | }}}             |
| Parc René-Dumont                   | Villeurbanne                      | 0,25            | 2002      |                                                                                        | }}}             |

### Savoie
| Jardin                                      | Commune       | Superficie (ha) | Date        | Style, remarques                                                                                               | Illustration |
| ------------------------------------------- | ------------- | --------------- | ----------- | --- | ------------ |
| Parc floral des Thermes · Inscrit MH (2008) | Aix-les-Bains |                 | 1869        | | }}}          |
| Parc du Bois Vidal                          | Aix-les-Bains | 18              | 1961        | | }}}          |
| Parc du Verney                              | Chambéry      |                 | 1381 / 1860 | Offert à la Ville de Chambéry par le souverain Amédée VI de Savoie en 1381. Réaménagé par Napoléon III en 1860 | }}}          |
| Clos Savoiroux                              | Chambéry      | 1,98            | 1910        | Conçu par le paysagiste M. Luizet sur la mode des jardins paysagers de la fin du XIXe siècle.                  | }}}          |

### Haute-Savoie
| Jardin                             | Commune   | Superficie (ha) | Date | Style, remarques | Illustration    |
| ---------------------------------- | --------- | --------------- | ---- | ---------------- | --------------- |
| Jardins de l'Europe d'Annecy       | Annecy    | 3,1             | 1864 |                  | }}}             |
| Le Pâquier                         | Annecy    | 4,5             |      |                  | }}}             |
| Parc Charles-Bosson                | Annecy    | 6,9             |      |                  | Image manquante |
| Jardin Claudius Montessuit         | Annemasse | 1               | 1931 |                  | Image manquante |
| Jardin botanique alpin La Jaÿsinia | Samoëns   | 3,5             | 1906 |                  | }}}             |

## Départements et régions d'outre-mer (DROM)
Jardin remarquable -  Inscrit MH (Monument historique)

### Guadeloupe
| Jardin             | Commune        | Superficie (ha) | Date        | Style, remarques                     | Illustration    |
| ------------------ | -------------- | --------------- | ----------- | ------------------------------------ | --------------- |
| Jardin de l'évéché | Basse-Terre    |                 | XIXe siècle |                                      | Image manquante |
| Jardin botanique   | Basse-Terre    |                 | 1881        |                                      | Image manquante |
| Parc paysager      | Petit Canal    | 5               |             | 300 espèces de plantes médicinales   | Image manquante |
| Le Morne Mémoire   | Pointe-à-Pitre | 2,2             | 2015        | jardin contemporain du Mémorial ACTe | Image manquante |

### Guyane
| Jardin           | Commune | Superficie (ha) | Date | Style, remarques    | Illustration    |
| ---------------- | ------- | --------------- | ---- | ------------------- | --------------- |
| Jardin botanique | Cayenne | 3               | 1879 | arboretum, orchidée | Image manquante |

### Martinique
| Jardin                     | Commune        | Superficie (ha) | Date | Style, remarques                                        | Illustration    |
| -------------------------- | -------------- | --------------- | ---- | ------------------------------------------------------- | --------------- |
| Jardin créole              | Fort-de-France |                 |      |                                                         | Image manquante |
| Jardin de la Savane        | Fort-de-France | 5               |      |                                                         | Image manquante |
| Parc culturel Aimé Césaire | Fort-de-France |                 |      |                                                         | Image manquante |
| Domaine d'Emeraude         | Le Morne-Rouge | 25              | 2011 | parc inclus dans le Parc naturel régional de Martinique | Image manquante |

### La Réunion
| Jardin                                       | Commune     | Superficie (ha) | Date | Style, remarques | Illustration    |
| -------------------------------------------- | ----------- | --------------- | ---- | ---------------- | --------------- |
| Parc Boisé                                   | Le Port     | 17              |      |                  | Image manquante |
| Jardin de l'État Classé MH (1978)            | Saint-Denis |                 | 1761 |                  | }}}             |
| Conservatoire botanique national de Mascarin | Saint-Leu   |                 | 1993 |                  | }}}             |
| Parc des Palmiers                            | Le Tampon   | 20              | 2008 |                  | }}}             |